# Desflorestação

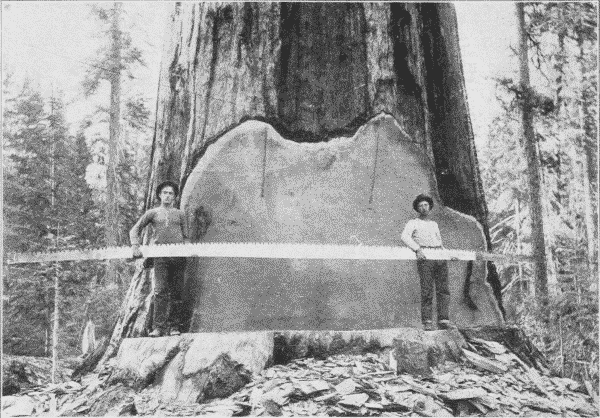
Lenhadores da Costa Oeste dos Estados Unidos serrando um grande exemplar de, 1910.

Desflorestação, desflorestamento, desmate ou desmatamento é o processo de desaparecimento completo e permanente de florestas, atualmente causado em sua maior parte por atividades humanas. Embora o conceito se aplique em senso estrito à perda de florestas, formações vegetais cujo principal componente são as árvores, muitas vezes ele é aplicado às perdas de cobertura vegetal de formações naturalmente esparsas, arbustivas ou rasteiras, como as savanas, as pradarias e o cerrado, significando, em seu sentido lato, a perda permanente de todo tipo de cobertura vegetal original em determinada área. Áreas desflorestadas historicamente mas que por qualquer razão recuperaram sua cobertura não entram no cômputo atual da desflorestação. A desflorestação, que é uma perda quantitativa de superfície florestada, se distingue da degradação florestal, que é uma perda qualitativa em biodiversidade, estrutura ou função de uma floresta.
A desflorestação não é um fenômeno recente, e há evidências de que em tempos pré-históricos ele já estava em andamento em vários locais do mundo, mas sua extensão e ritmo naquela época remota são difíceis de estimar. O que se sabe é que no início da Revolução Industrial, em meados do século XVIII, grande parte das florestas temperadas do Hemisfério Norte já havia desaparecido, e no século XX o processo se intensificou de maneira acelerada nas florestas tropicais.
As florestas são ecossistemas de enorme importância ambiental por uma variedade de razões, e historicamente sempre foram uma das principais bases do florescimento das civilizações. São fontes de inúmeros produtos úteis para o ser humano, como madeira, substâncias medicinais, frutos e fibras, além de vários serviços ambientais. Cerca de 1,6 bilhões de pessoas hoje ganham a vida em alguma atividade ligada às florestas, e cerca de 60 milhões de indígenas em todo o mundo dependem exclusivamente delas para sua subsistência. Elas preservam e purificam as águas doces, impedem a erosão do solo, produzem boa parte do oxigênio da atmosfera e reciclam o gás carbônico, contribuem na regulação do clima e do regime de chuvas, entre muitos outros efeitos benéficos para a manutenção do equilíbrio ecológico da Terra, do qual o bem-estar e mesmo a sobrevivência do homem também dependem diretamente. As florestas tropicais em particular estão entre os ecossistemas com maiores índices de biodiversidade do mundo. Desta forma, como é lógico, o desaparecimento das matas desencadeia inúmeros efeitos negativos sobre o equilíbrio do ambiente global e também sobre a vida humana, em aspectos econômicos, sociais, culturais e mesmo biológicos, afetando virtualmente todas as pessoas do mundo, direta ou indiretamente.

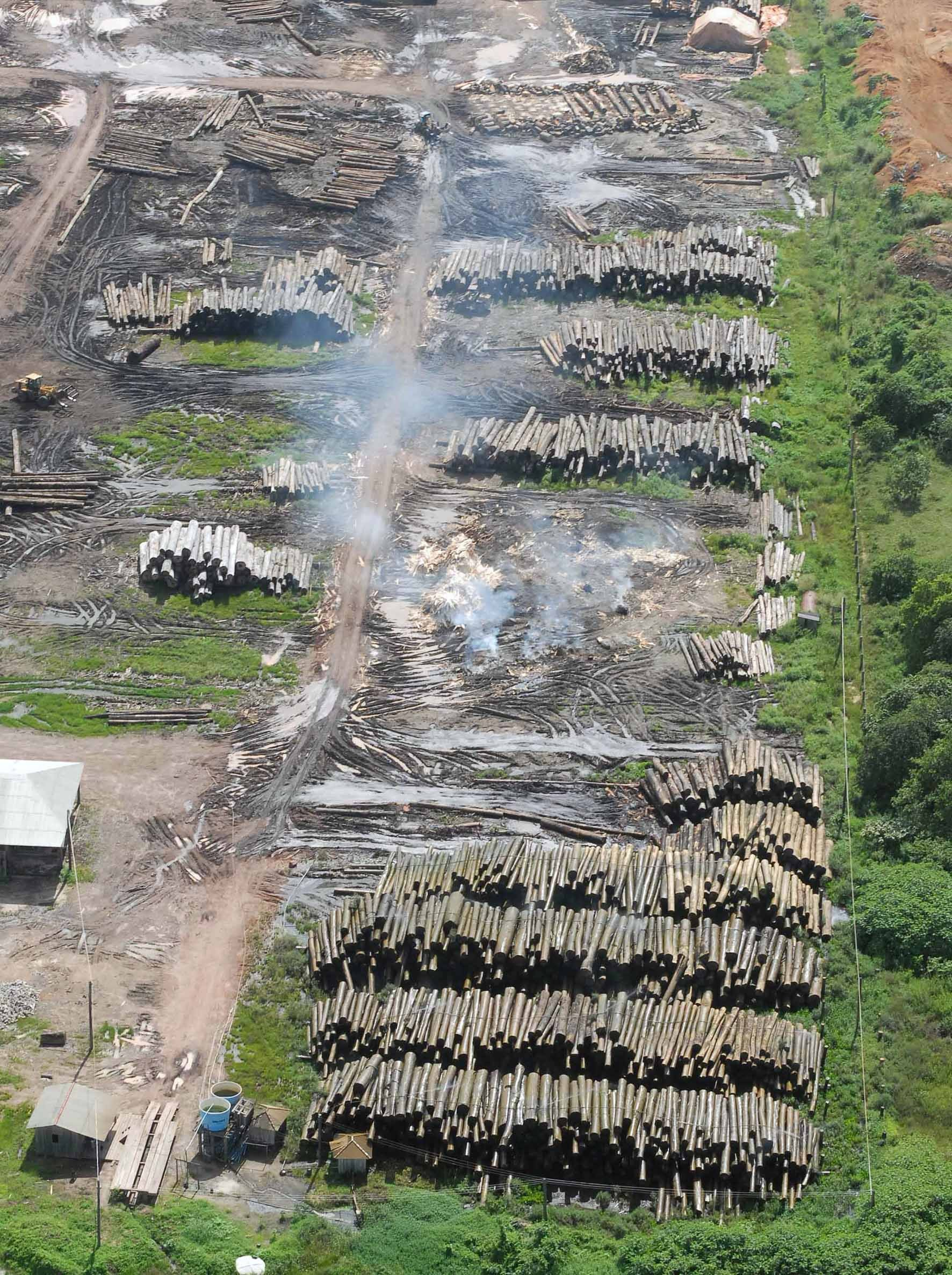
Madeira de origem ilegal no Brasil, 2008.

Cerca de 31% da superfície terrestre do globo ainda são cobertos por florestas em vários graus de conservação, com aproximadamente 22% delas ainda em condições intocadas. Apesar da significativa cobertura sobrevivente, calcula-se que metade das florestas do mundo já tenha desaparecido, embora por incertezas acerca dos métodos de mensuração e pela dificuldade de definição do que se entende por "floresta" haja discordância nos números exatos. Segundo uma estimativa da FAO, entre 2000 e 2010 o mundo perdeu 130 milhões de hectares de florestas, mas ganhou de volta 78 milhões de hectares em reflorestamentos naturais ou induzidos, com uma média total de perdas de cerca de 5,2 milhões de hectares a cada ano. Quase a totalidade das perdas recentes ocorre nas regiões tropicais, e entre suas causas imediatas estão o clareamento do solo para a agricultura, a pecuária e a urbanização, e a retirada de madeira. De todas, a expansão agrícola é de longe a causa mais importante, respondendo por 80% da desflorestação mundial.
O desflorestamento é um dos maiores desafios ambientais da atualidade e tem sido objeto de inúmeros estudos científicos, mas ainda é motivo de grande controvérsia a respeito de sua verdadeira extensão, de suas causas profundas, dos mecanismos naturais associados e dos meios de prevenção necessários. Muitos países e organizações internacionais têm elaborado e executado programas e leis para conter seu avanço, mas os seus resultados práticos têm sido pobres e muitas são as dificuldades ainda encontradas para que tais medidas surtam efeito, pois os impactos negativos deste processo até agora poucas vezes são levados em conta nos planos de desenvolvimento das nações, que permanecem presas principalmente a interesses econômicos e políticos mais imediatos, e continuam negligenciados pela sociedade em geral, que ainda não está consciente da gravidade e das vastas implicações da situação ou não se mostra disposta a agir decididamente para reverter esse quadro.

## Definições
Existem em uso no mundo mais de oitocentas definições do que é uma floresta, dificultando a avaliação do desflorestamento. Para fins práticos, no ano de 2000 a FAO definiu "floresta" como uma área de pelo menos 0,5 hectares, com árvores de pelo menos 5 metros de altura, e com uma canópia (o dossel de copas que geram sombra no solo) cobrindo pelo menos 10% desta área. Parques urbanos, pomares e monoculturas arbóreas são excluídos desta definição.

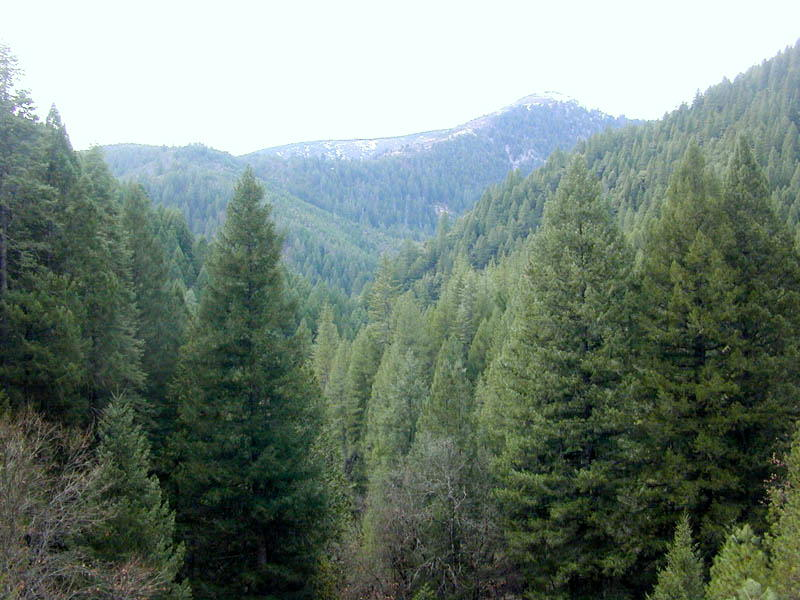
Floresta de coníferas nos Estados Unidos, um exemplo de floresta densa

Mesmo assim, muitos países não adotam este conceito, ou adotam vários ao mesmo tempo, ou não possuem técnicas adequadas de mapeamento, tornando a situação bastante complexa e dando margem a muita discussão. A FAO utiliza dados oficiais fornecidos pelos países, cujo nível de exatidão é desigual. Mesmo quando um único conceito é adotado, os resultados podem variar de acordo com a metodologia empregada. Por exemplo, o rastreio via satélite pode fornecer dados diferentes daquele feito em terra ou por avião, e pode incorrer em detecções falso-positivas e falso-negativas. Novas técnicas vêm sendo desenvolvidas para minimizar esses problemas. Outro problema é que a definição da FAO, embora distinga as florestas abertas das fechadas ou densas (com uma canópia de pelo menos 40%), não distingue entre florestas primárias, florestas secundárias, florestas degradadas ou doentes e florestas recompostas pelo homem, complicando a avaliação dos impactos do desflorestamento. Áreas reflorestadas natural e artificialmente costumam divergir muito em suas características e nos serviços ambientais que oferecem. Os reflorestamentos humanos geralmente ficam muito longe de recompor integralmente a biodiversidade primitiva, especialmente no caso das tropicais, e florestas jovens, mesmo recuperadas naturalmente, são muito distintas em relação às maduras em termos de composição e densidade vegetal, e também de biodiversidade.
Por desflorestação entende-se a eliminação total e permanente de áreas florestadas. Já a degradação florestal não envolve quantidade de área perdida, mas significa um decréscimo qualitativo na biodiversidade e na integridade estrutural e funcional das florestas.

## História

### Da Pré-história à Idade Moderna

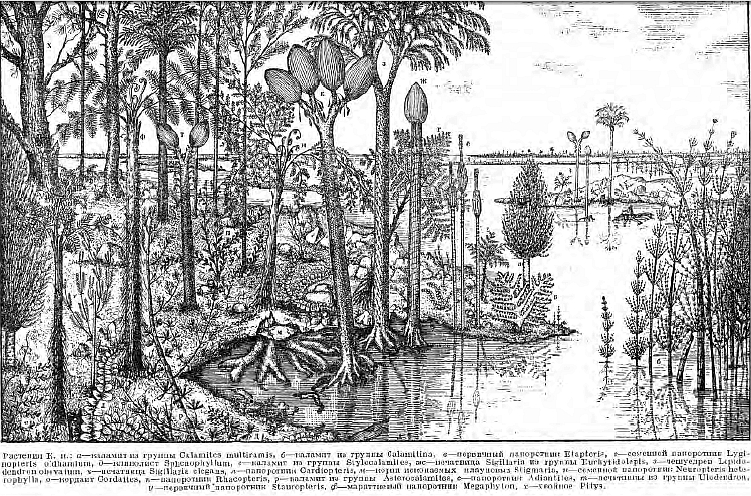
Reconstrução de parte da flora do Carbonífero

Desflorestamentos por causas naturais já ocorreram várias vezes na história da Terra. Um exemplo de largas proporções ocorreu no período Carbonífero, conhecido como o colapso das florestas pluviais do Carbonífero, que levou à extinção inúmeras formas de vida, e que é a origem de grande parte dos depósitos de carvão existentes. Ao longo das sucessivas glaciações também a área de florestas variou muito, diminuindo e aumentando várias vezes em vista de mudanças climáticas e de alterações no nível do mar e na extensão da superfície terrestre coberta por gelo.
No que toca ao desflorestamento antropogênico, aquele causado pelo homem, diz Michael Williams ser possível que tenha iniciado há meio milhão de anos atrás, coincidindo com o aparecimento do Homo erectus e com o domínio do fogo, mas o conhecimento atual do processo ainda é muito incompleto e a interpretação das evidências é difícil. As florestas atuais se formaram há milhões de anos, sofrendo várias oscilações em composição e extensão durante as sucessivas glaciações. Após a última glaciação, em torno de 10 mil anos atrás, elas cobriam possivelmente 6 bilhões de hectares, mas desde então sofreram outras modificações por causas naturais e com a crescente influência da ação humana. O botânico e paleoecologista Knut Fægri pensa que a interferência humana nas paisagens do mundo desde aquela época pode ter sido tão intensiva que o conceito de "floresta virgem" possivelmente não passa de uma ficção cultural, com a vasta maioria das espécies vegetais modernas sofrendo alguma modificação direta ou indireta pela ação humana, e com a maioria das atuais áreas consideradas "virgens" sendo de fato florestas recuperadas após intervenção humana.

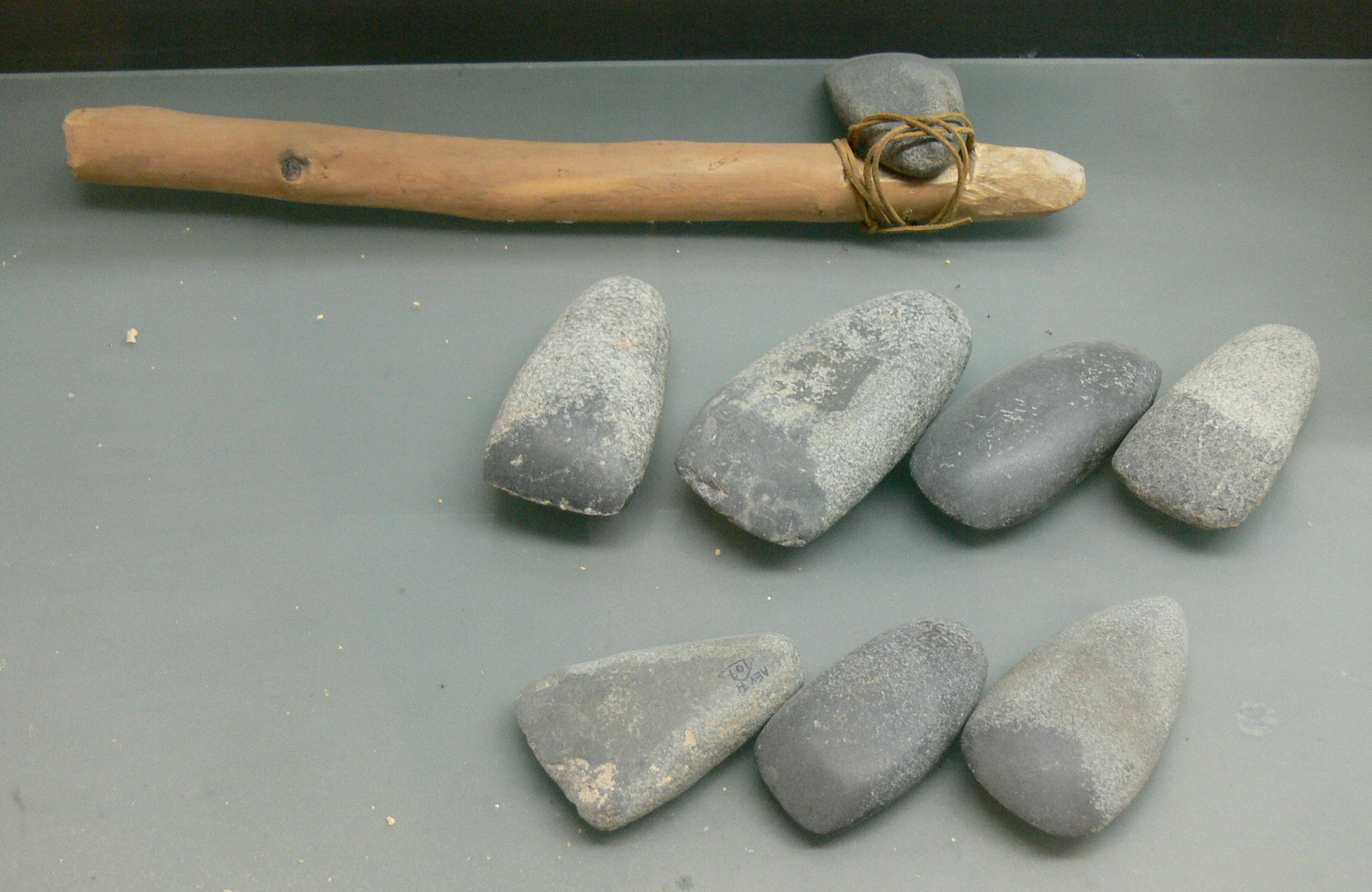
Machados de pedra do período Neolítico encontrados em Chipre

Dados referentes à Europa sugerem que o desflorestamento se iniciou no mesmo período, quando as sociedades primitivas deixaram de ser caçadoras-coletoras itinerantes para se transformarem em comunidades sedentarizadas. As causas prováveis foram a retirada de madeira para construção e combustível, e abertura de áreas para criação de pastagens e cultivos, usando principalmente as queimadas para tanto. O pastoreio pode ter sido uma causa de importante desflorestação, já que os rebanhos de ovelhas e cabras se alimentam em parte de brotos de árvores, impedindo sua multiplicação. Evidências arqueológicas indicam que desde aquele tempo houve desflorestamento intensivo e continuado por várias regiões europeias onde se verificou ocupação humana permanente, intensificando-se a partir de 6 mil anos atrás, e em outras ocorreram ciclos sucessivos de desflorestamento, abandono e reflorestamento. A substituição dos machados de pedra pelos de metal há 3.500 anos, e o aperfeiçoamento do serrote na Idade Média, facilitaram as derrubadas. Na Idade Média possivelmente metade das florestas europeias já havia desaparecido. Sabe-se, porém, que o desflorestamento declinou ou mesmo reverteu em épocas de acentuado declínio populacional, como durante a Peste Negra, que dizimou um terço da população europeia. De qualquer maneira, é difícil estabelecer um panorama definido do processo antes da Revolução Industrial, iniciada em meados do século XVIII, quando as áreas verdes europeias já haviam se reduzido substancialmente.

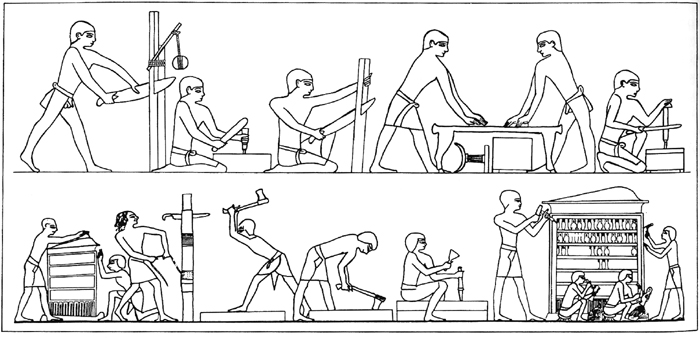
Cópia de mural em uma tumba egípcia demonstrando vários usos da madeira

Na bacia do Mediterrâneo e no Oriente Médio, em tempos antigos quase invariavelmente a ascensão dos grandes reinos e impérios significou a derrubada de grandes áreas florestais para sua conversão à agricultura e pastagens e para obtenção de madeira para construção e combustível, e também quase sempre o declínio das florestas esteve associado ao declínio do poderio dessas nações, pois a desflorestação frequentemente é apenas o primeiro passo para o surgimento de outros problemas, como a erosão e perda de fertilidade do solo, com eventual desertificação, comprometendo a agricultura e o pastoreio, e por consequência toda a sua economia. Em alguns momentos a madeira se tornou tão escassa que seu valor equivalia ao dos metais preciosos. Por outro lado, a queda dos impérios muitas vezes levou ao abandono de grandes áreas, que puderam se regenerar espontaneamente. É um exemplo típico o caso do Império Romano, cuja expansão se deveu em parte à necessidade de buscar madeira, já rara na Península Itálica, em áreas ainda florestadas ao norte e em direção ao oriente. Quando o Império se dissolveu, algumas regiões ficaram despovoadas durante séculos, permitindo a recomposição das suas matas. Períodos de guerras também geralmente causaram grandes devastações.

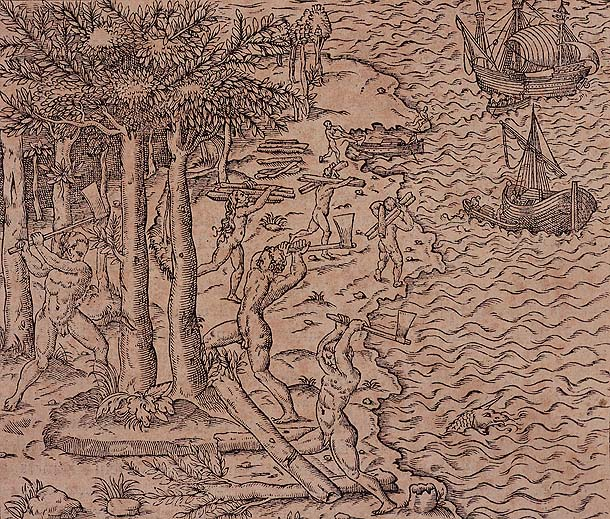
Derrubada do pau-brasil no século XVI.

Pouco se conhece sobre o que aconteceu na África, Ásia e Oceania em tempos remotos, mas estima-se que na América do Norte um desflorestamento antropogênico importante só começou em torno do ano 1000. Na América do Sul, no entanto, pode ter iniciado milhares de anos antes, mas passando por vários ciclos de recuperação espontânea ou possivelmente induzida pelo homem. Há evidências arqueológicas de que em tempos pré-históricos a bacia Amazônica sofreu extensa desflorestação para conversão à agricultura, e o mesmo pode ter acontecido em outras regiões sul e centro-americanas. Quando os europeus iniciaram a conquista e colonização da América, a partir do século XVI, traziam consigo várias doenças que vieram a dizimar muitas populações indígenas, e por isso o ritmo da desflorestação geral caiu de maneira significativa, permitindo que muitas áreas se regenerassem espontaneamente. No balanço, isso em parte mascarou o efeito da desflorestação que acontecia rapidamente no litoral por obra dos colonizadores, sendo um caso típico a superexploração do pau-brasil pelos portugueses, que quase levou a espécie à extinção, sendo outrora abundante. O rastreamento da desflorestação pré-industrial nas regiões tropicais é particularmente árduo dada a elevada capacidade de recuperação rápida das suas florestas quando as áreas devastadas são abandonadas.

### Na Revolução Industrial

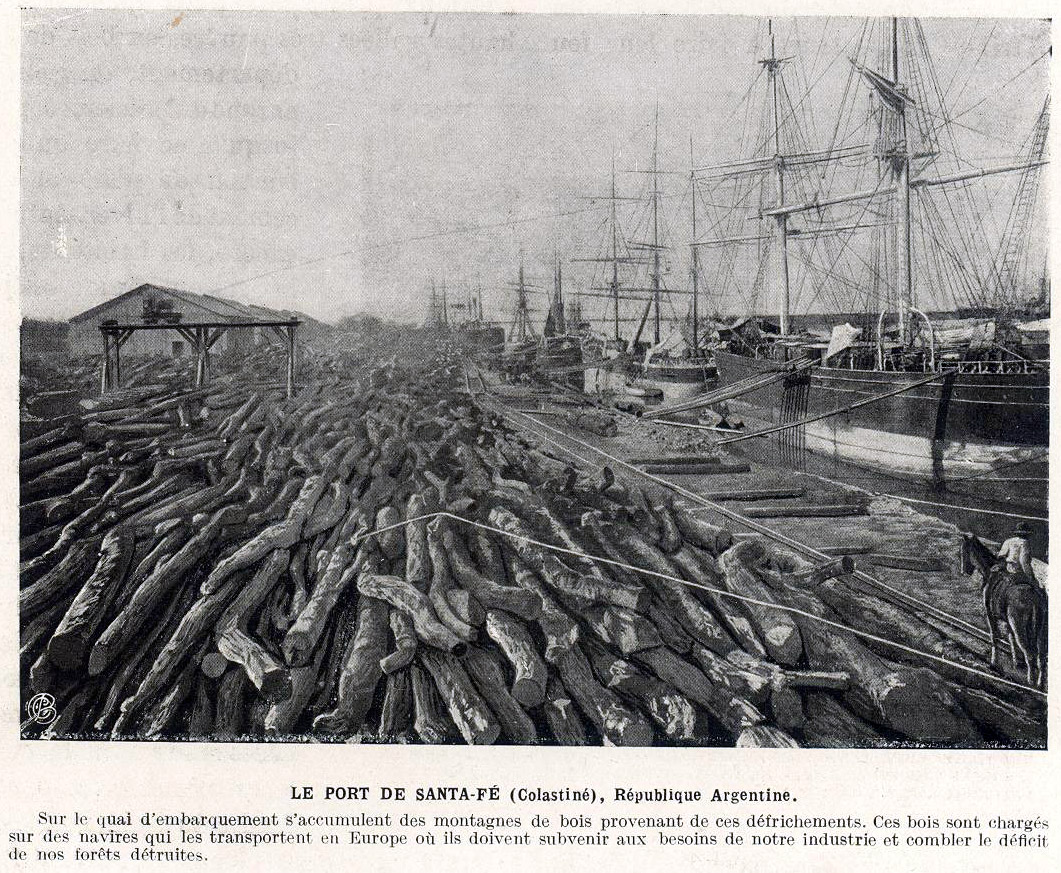
Madeira sendo embarcada na Argentina, início do século XX

Desde o início da Revolução Industrial, quando a maior parte das florestas temperadas já havia sucumbido, particularmente na Europa, o ritmo do desflorestamento se intensificou ainda mais e começou a afetar significativamente também as florestas tropicais. O rápido desenvolvimento da tecnologia e o crescimento acelerado da população impunham um grande aumento no consumo de energia e outros recursos naturais. Em poucos séculos as florestas virtualmente desapareceram de 25 países e 29 outros tiveram uma redução maior do que 90% em suas áreas verdes. Nas regiões tropicais calcula-se que tenham desaparecido 222 milhões de árvores entre 1750 e 1920, com as perdas mais acentuadas no sudeste asiático, onde entre meados do século XIX e o início do século XX foram derrubados 40 milhões de hectares de mata. Somente na Índia, no mesmo período, 33 milhões de hectares desapareceram. Na China, do início da dinastia Qin, em 221 a.C., até o início da dinastia Ming, em 1368, a desflorestação deve ter reduzido a área florestada de 60% para 26% do território, e em 1840 a área caíra para 17%. Durante a corrida do ouro no estado de Vitória, na Austrália, a derrubada foi tão expressiva que em sete anos a madeira disponível para construção de casas e estruturas urbanas praticamente desapareceu, pois quase toda era usada em obras de mineração, cercas, ferrovias e como combustível. Nas Américas os números também são impressionantes, como ilustram alguns exemplos: Durante a conquista do oeste nos Estados Unidos, apenas no estado de Ohio foram usados 3,1 bilhões de pés cúbicos de madeira para fabrico de dormentes de ferrovias, com um volume equivalente empregado somente em trabalhos de manutenção. Entre 1750 e 1900 as florestas de todo o país passaram de 450 milhões de hectares para menos de 300 milhões. No sul do Brasil, desde a chegada de grandes levas de colonos europeus no século XIX, caíram extensas florestas de araucária, perdendo-se 97% de sua área original de 200 mil km², e em toda a América Latina as perdas são estimadas em torno de 25% desde a chegada dos conquistadores europeus. Também na África o modelo predatório de exploração florestal possivelmente imitou o de outras regiões impactadas pela colonização europeia.

### Estimativas recentes

Desflorestação anual. Áreas mais vermelhas desmatam mais.

Balanço entre desflorestação e reflorestamento. Áreas mais vermelhas representam mais perdas do que ganhos, e áreas mais verdes ganham mais florestas do que perdem.

No início do século XX o ritmo da desflorestação caiu rapidamente nas regiões temperadas do Hemisfério Norte, que até então experimentavam as perdas mais intensas, e em meados do século praticamente cessou, mas na maioria das regiões tropicais, em especial nos países subdesenvolvidos, no mesmo período as perdas se aceleraram enormemente, e continuam grandes. Um estudo de Stroke et alii indicou que cerca de 90% do desflorestamento das regiões tropicais aconteceu nas últimas quatro décadas. Em suma, entre os anos de 2000 a.C. e 1995 d.C., segundo números da FAO, a superfície terrestre coberta por florestas caiu de 8 bilhões de hectares para 3,45 bilhões. A taxa global de desflorestação entre 2000 e 2010 foi de 5,2 milhões de hectares anuais. Os países que mais desmataram entre 2000 e 2005 foram o Brasil, a Indonésia, o Sudão, Myanmar e a Zâmbia.
Em 2015 a empresa Corporate Knights publicou uma nova análise, numa série que tem feito desde 2000. O índice Country Canopy analisa os países com maiores números de desflorestamento em diferentes perspectivas e identifica aqueles que precisam melhorar. O foco dessa análise está em encontrar os países onde as florestas têm mais impacto e onde elas estão mais prejudicadas. Os seguintes aspectos foram considerados: perda total de floresta, ganho absoluto de floresta, porcentagem de perda da floresta, perda de floresta per capita, e perda de floresta por PIB. Esses indicadores foram usados para calcular a pontuação final de cada um dos 12 países que, juntos, possuem cerca de 65% das florestas no mundo e somaram juntos 62% da perda florestal nesse século. Nos primeiros doze anos do século XXI, somente cinco países perderam cerca de 117 milhões de hectares de floresta, esses são: Brasil, Canadá, Indonésia, Rússia e EUA. O país que desmatou mais, em área total, foi o Brasil. No entanto, a Indonésia perdeu florestas mais rápido. Segundo a mais recente e abrangente estimativa global, produzida pela FAO, a área total de floresta caiu de 31,6% da superfície seca do planeta em 1990 para 30,6% em 2015.
Mas há alguns motivos de otimismo: registra-se uma visível tendência de queda na taxa global de desflorestação, passando de cerca de 6 milhões de hectares anuais em 1990 para os cerca de 5 milhões no presente, e hoje oitenta países registram ou uma estabilização ou mesmo uma tendência de expansão em suas florestas. Neste último caso se incluem, por exemplo, os Estados Unidos, Índia, China, França, Noruega, Bulgária, Itália, Chile, Uruguai, Cuba, Tunísia, Marrocos e Ruanda.

## Causas

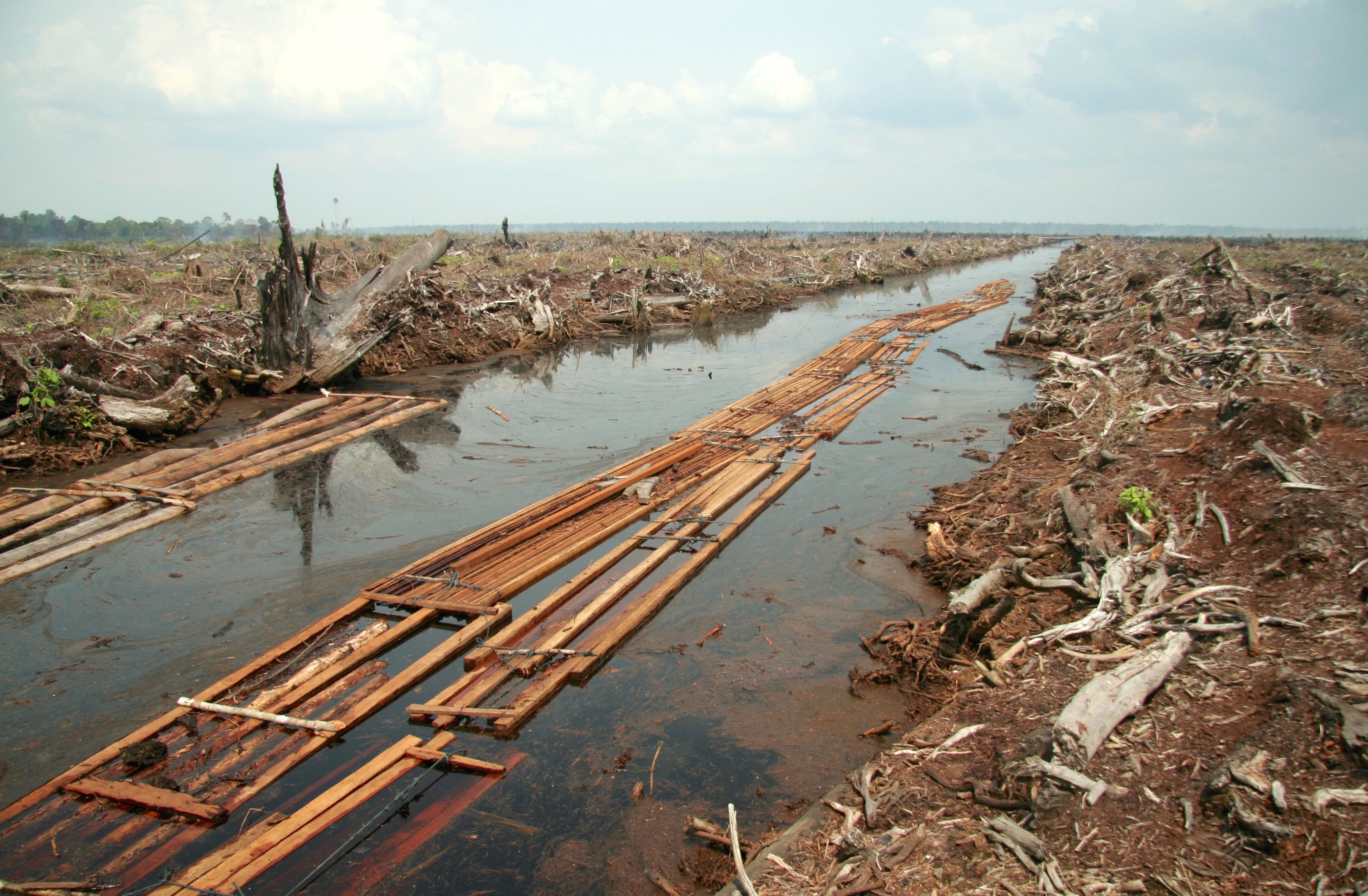
Desflorestação na Indonésia para transformação da área em uma plantação de palmeiras oleaginosas

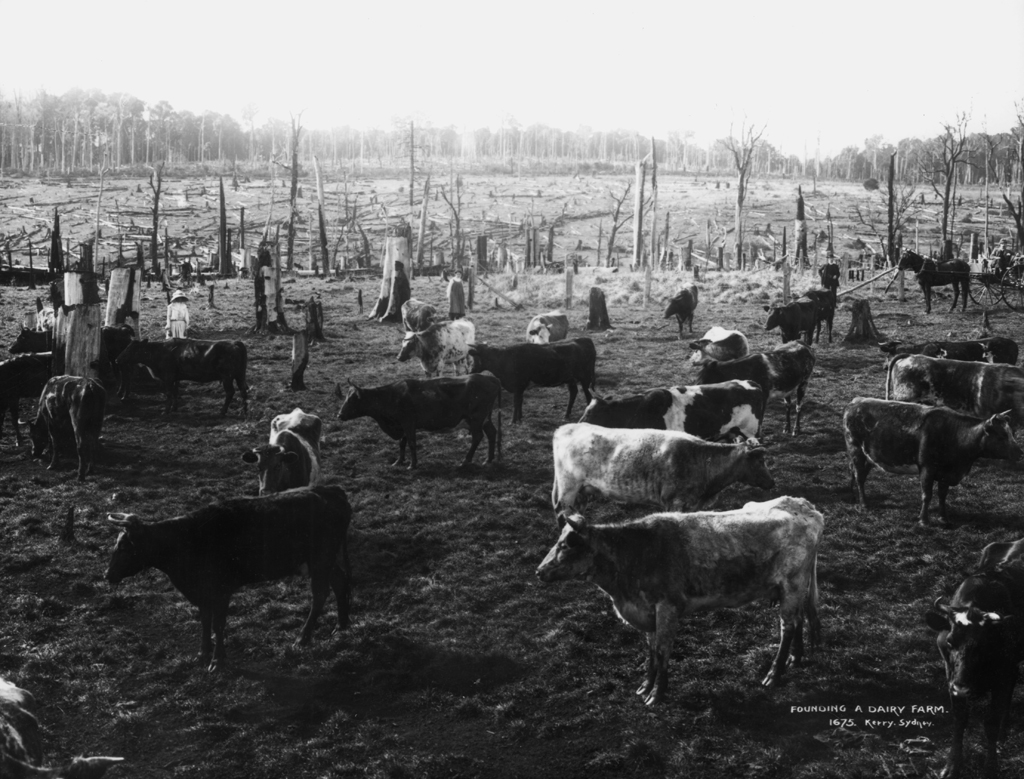
Desmatamento na Austrália em 1875 para criação de pastagem

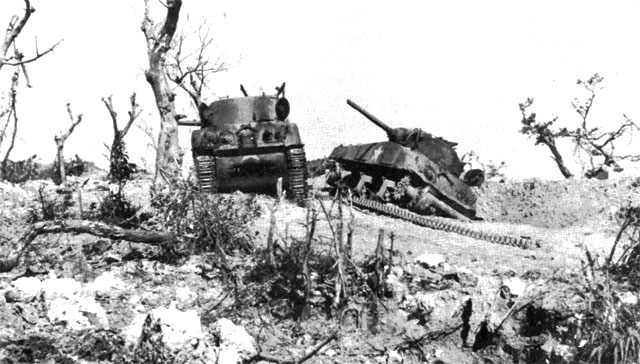
Devastação das florestas de Okinawa durante a Segunda Guerra Mundial

Historicamente a desflorestação acompanhou o crescimento da população humana e a organização das sociedades. Suas principais causas diretas têm sido a abertura de áreas para agricultura, pastoreio e habitação, e o uso da madeira como combustível e como material de construção de habitações, edifícios públicos, navios, mobiliário e outros bens de consumo, mas as causas localizadas variam bastante de região para região. Segundo o relatório Drivers of Deforestation and Forest Degradation (Causas da Desflorestação e da Degradação Florestal), financiado pelos governos do Reino Unido e Noruega, hoje a agricultura sozinha é responsável por 80% da desflorestação do mundo. Cerca de 70% da degradação florestal na América Latina, Oceania e Ásia é causada pelas atividades madeireiras, e a maior parte da degradação na África tem origem no uso da madeira como combustível.
Outras causas apontadas são os impactos diretos das atividades militares e das guerras, migrações de populações, especialmente de refugiados de guerras e de regiões afligidas pela seca e pela fome, conflitos pela posse da terra e de seus recursos, mineração, abertura de estradas, ineficiência dos métodos de derrubada, ineficiência no controle de áreas protegidas já consolidadas e dificuldades para a criação de novas, e incêndios acidentais ou provocados.
Mas há uma série de causas profundas para seu desaparecimento, que envolvem contextos tanto locais como globais. Elas foram analisadas e delimitadas durante o Fórum Intergovernamental sobre as Florestas, organizado pela ONU:
- Pobreza;
- Ausência de parâmetros seguros para a posse da terra;
- Ausência de reconhecimento adequado das necessidades dos povos indígenas e comunidades tradicionais dependentes exclusivamente das florestas;
- Políticas públicas inadequadas ou claramente predatórias;
- Subvalorização dos produtos florestais e serviços ambientais;
- Falta de participação popular nas medidas de controle;
- Falta de boa governança;
- Oposição do modelo econômico prevalente, contrário aos princípios do manejo sustentável;
- Comércio ilegal;
- Falta de meios e capacidade dos países e comunidades para reverter o quadro de desmatamento;
- Ausência de cooperação internacional realmente efetiva em uma escala desejável;

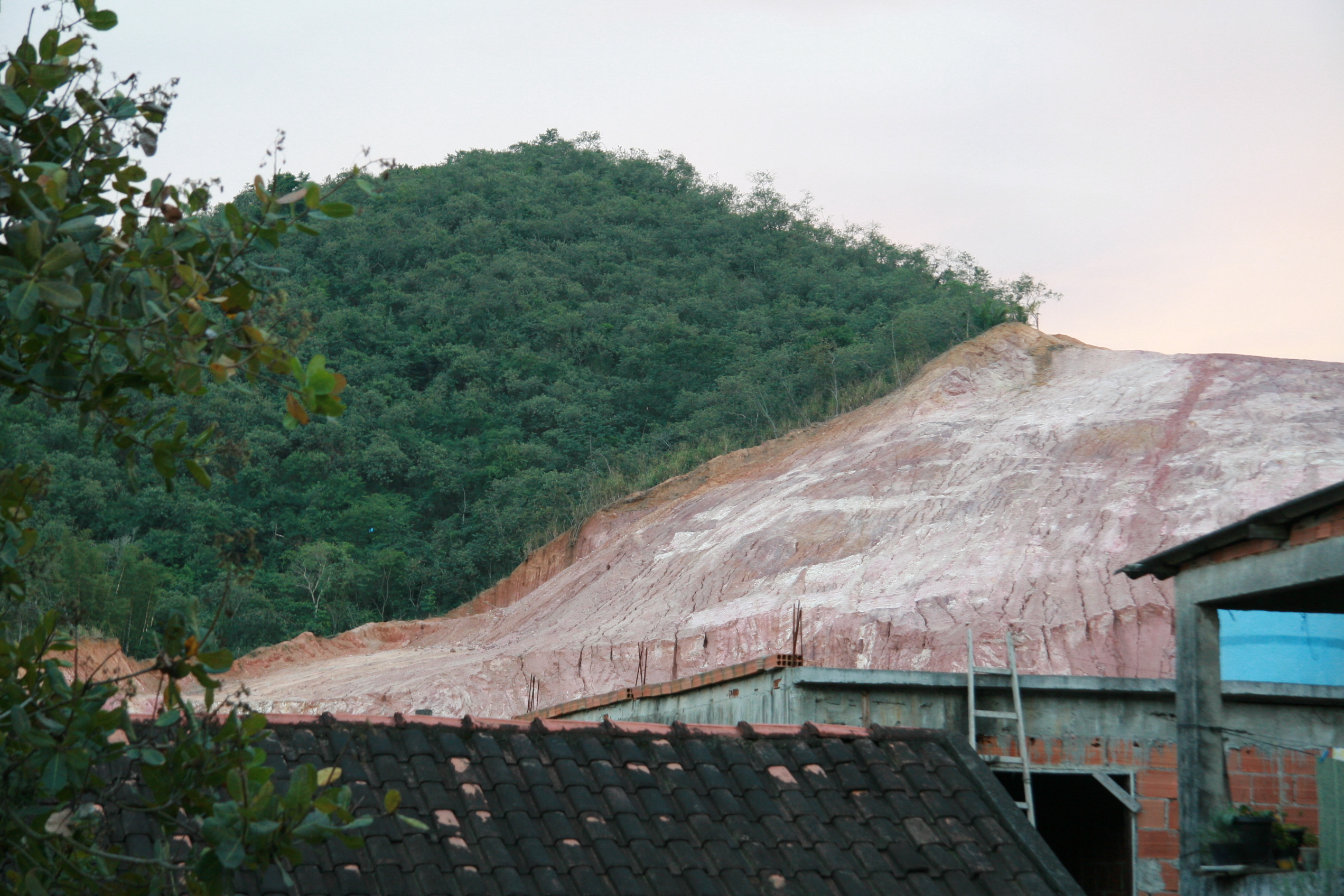
Deflorestamento na cidade do Rio de Janeiro para extração de argila e construção de condomínio.

- Deflorestamento na cidade do Rio de Janeiro para extração de argila e construção de condomínio.Dificuldades técnicas de mapeamento e avaliação das áreas desflorestadas;
- Influência da degradação ambiental global, causada pela poluição, mudanças climáticas, declínio dos recursos hídricos e da biodiversidade, entre outros fatores.

## Efeitos diretos e indiretos

### Biodiversidade
Os impactos causados pela desflorestação são muito diversificados, e muitos deles interagem entre si e se reforçam mutuamente. É importante lembrar desde logo que as florestas, embora definidas geralmente pela sua concentração de árvores, não são compostas apenas de árvores, mas são ecossistemas completos e complexos que abrigam uma miríade de outras formas de vida. Assim, a desflorestação, ou seja, a remoção total da cobertura vegetal de uma área, acarreta imediatamente uma redução dramática e definitiva na biodiversidade daquela região. As florestas reúnem cerca de 75% de toda a biodiversidade terrestre. Mesmo quando só são retiradas algumas espécies arbóreas de uma floresta, isso já pode representar um dano significativo à biodiversidade. Com o abate das árvores desaparecem junto outros vegetais que delas dependem, como epífitas e trepadeiras, bem como sofrem os animais que delas se alimentam ou nelas encontram refúgio. Se isso ocorre em florestas que albergam populações isoladas ou pequenas de espécies raras, elas podem ser extintas para sempre. Por sua vez, florestas são sistemas multifuncionais que produzem efeitos extra-locais importantes, e o empobrecimento na sua biodiversidade compromete o equilíbrio não apenas do ecossistema florestal propriamente dito, como de outros que a ele estão relacionados, como os aquáticos e subterrâneos, além de influenciar na estabilidade de ecossistemas vizinhos com os quais faz trocas. Há animais, por exemplo, que caçam em áreas de campo mas se abrigam em zonas florestais marginais, que são mais protegidas. Internamente as perdas de variedade biológica prejudicam a própria regeneração do sistema, pois todos os seres vivos estão vitalmente ligados entre si por cadeias de relações funcionais e estruturais, regulando o funcionamento saudável e definindo o perfil físico do seu ambiente, e sendo por ele influenciados. As árvores dependem de outras espécies para sua multiplicação e crescimento, como por exemplo na polinização das flores e na dispersão de sementes.

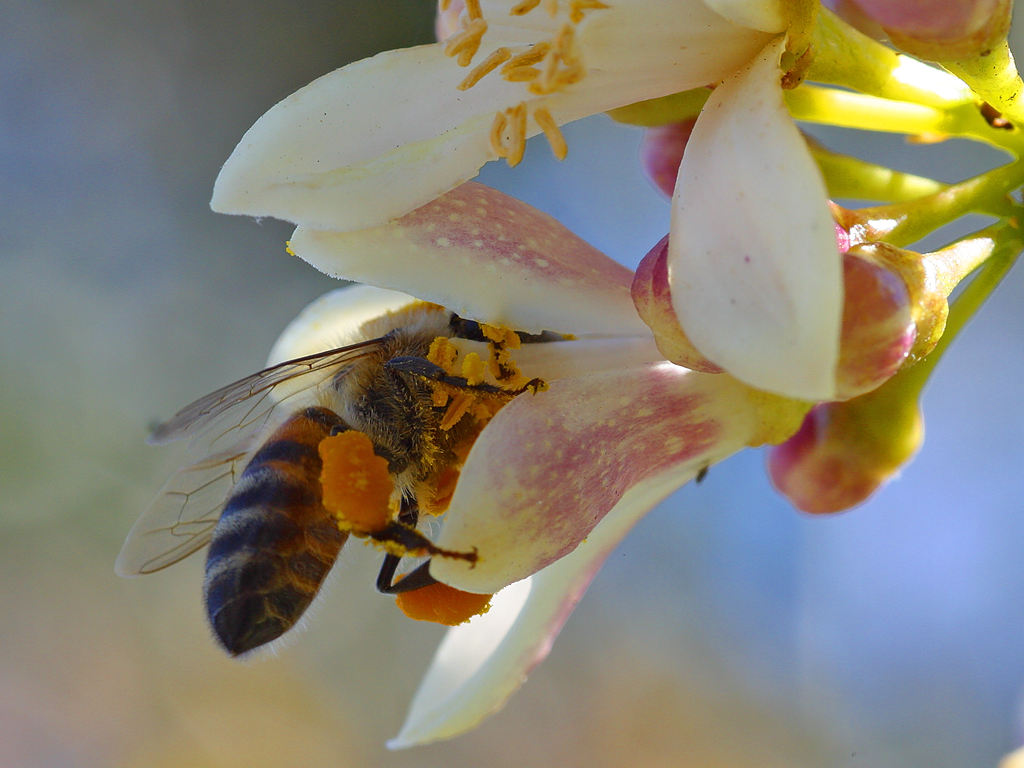
Uma abelha polinizando uma flor de limoeiro

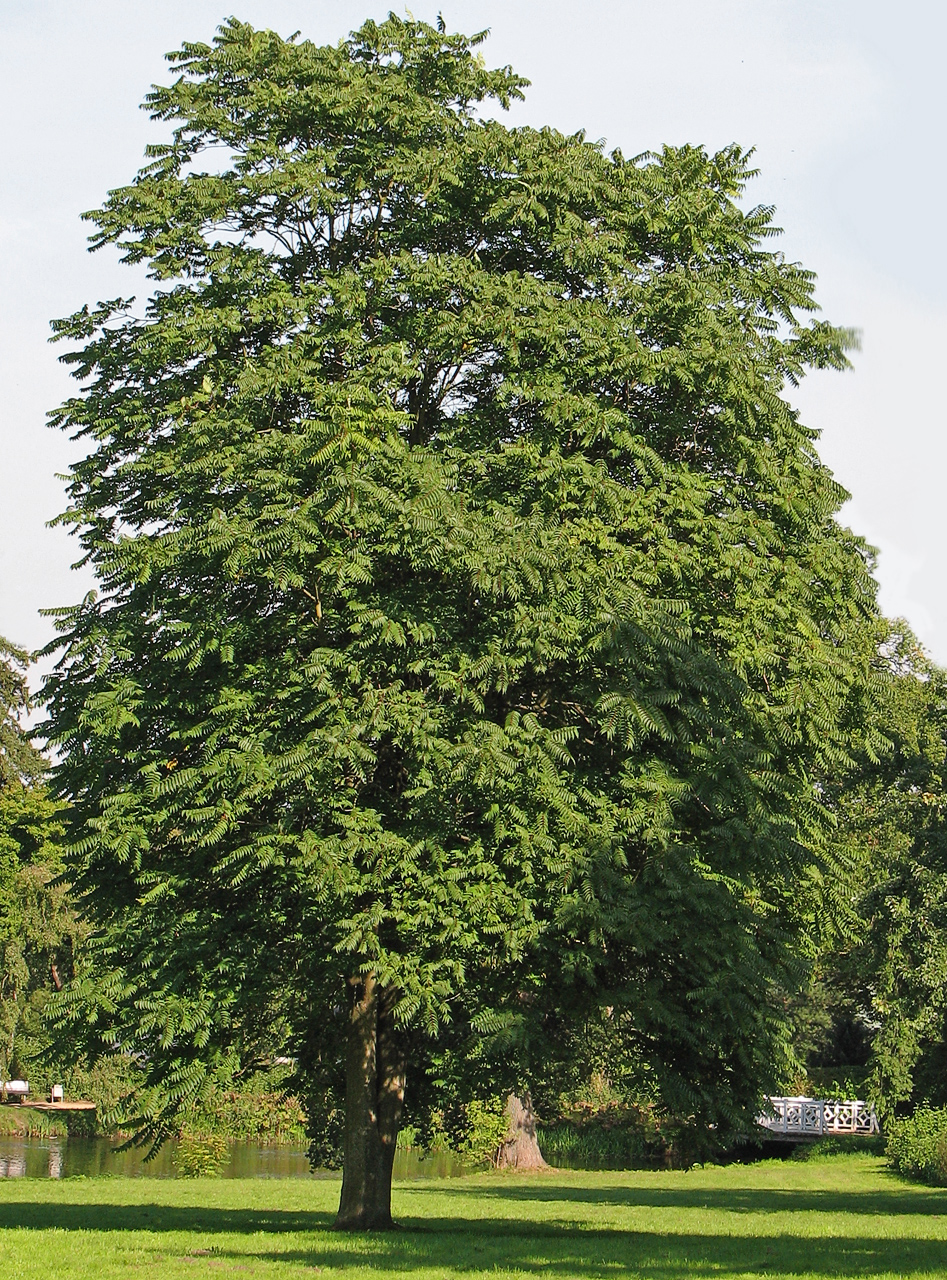
Nativo da China, o ailanto, espécie altamente competitiva, se tornou uma praga em muitos países que o introduziram como árvore ornamental.

Também a caça excessiva de animais para alimento, esporte ou cativeiro, e a coleta excessiva de plantas ornamentais, comestíveis ou medicinais, prejudicam as florestas reduzindo a sua biodiversidade e quebrando muitas cadeias funcionais. Cerca de 80% a 95% das espécies arbóreas tropicais dependem de animais para dispersar suas sementes, 80% das angiospermas, incluindo várias espécies úteis ao homem, são polinizadas por animais, e calcula-se que haja no mundo 300 mil espécies de animais que dependem de flores para sobreviver. Muitos polinizadores vitais para o sucesso das safras de grãos e frutas, incluindo dezenas de tipos de borboletas, morcegos, aves e abelhas, estão em acentuado declínio pela própria expansão da agricultura às custas das florestas, onde essas espécies fazem seus ninhos ou descansam, e quanto maiores as áreas cultivadas ininterruptas, mais distantes as espécies selvagens ficam de seus abrigos. Estudos feitos nos Estados Unidos e Costa Rica demonstraram que somente culturas que tinham áreas virgens em suas proximidades obtinham um nível suficiente de polinização.
Ao chegar em certo estágio, por causa dessa complexa teia de inter-relações entre os seres vivos, e por um efeito em cascata, a redução da biodiversidade de uma floresta torna virtualmente impossível a sua sobrevivência. Com isso ela também cessa de beneficiar o homem com seus produtos. Em vários lugares do mundo esse estágio já foi atingido. Às vezes a extinção de apenas uma ou de um pequeno grupo de espécies-chave, especialmente quando há um baixo índice de redundância funcional entre espécies individuais, ou seja, quando apenas uma ou poucas desempenham uma determinada função ecológica, pode desencadear uma cascata que desequilibra todo aquele ecossistema e o leva ao colapso ou à grave degeneração. A manutenção da biodiversidade íntegra também está ligada à maior capacidade das florestas de resistirem a pragas e doenças, a alterações do clima, à penetração de espécies invasoras e a outras perturbações.
A introdução espontânea ou antropogênica de espécies invasoras pode ocasionalmente ter efeitos positivos, mas geralmente acontece o contrário, tendendo a alterar o perfil funcional ou estrutural das florestas nativas, com importante modificação em sua biodiversidade e nos serviços ambientais que elas oferecem. Desde o século XVII, cerca de 40% das extinções de espécies cuja causa é conhecida derivou da introdução de invasoras em seus habitats. Isso é um problema global que tende a piorar, na maior parte dos casos é na prática irreversível ou de reversão custosa e complexa, e produz grande impacto negativo na economia humana também. Por exemplo, a invasão das matas das terras altas sul-africanas por espécies exóticas modificou o armazenamento da chuva nas nascentes dos rios e resultou em uma alteração de todo o sistema hidrológico da região. Segundo o Secretariado da Convenção sobre a Biodiversidade, os prejuízos econômicos causados pelas espécies invasoras em todo o mundo, na forma de perdas em colheiras, pastagens e florestas, além das despesas nos planos de combate, podem chegar a 1,4 trilhão de dólares a cada ano, equivalendo a 5% da economia mundial. Prejuízos secundários devem somar valores ainda maiores. Os esforços humanos para a erradicação de invasoras já aclimatadas podem ter efeitos até opostos ao desejado, pois às vezes espécies nativas podem se associar preferencialmente a invasoras e deslocar da cadeia trófica outras nativas, gerando desequilíbrios de difícil reversão, como foi o caso da remoção das ovelhas e vacas da ilha de Santa Cruz, que resultou em uma explosão de ervas e arbustos invasores e não na recomposição da flora primitiva. Esse problema pode significar elevados investimentos adicionais que acabam perdidos.
Muitas vezes a simples escolha irrefletida das áreas a serem derrubadas, causando uma fragmentação da floresta em ilhas sem conexão entre si, é suficiente para causar grave perda de biodiversidade na região e levar muitas espécies à extinção. Nas florestas tropicais, muito por causa das altas taxas de endemismo em regiões pequenas, isso ocorre praticamente em todos os casos de fragmentação. Este efeito pode se produzir também involuntariamente, quando se procura preservar áreas florestais em reservas protegidas que se tornam ilhadas num entorno muito modificado pelo homem. No contexto atual de mudanças climáticas e poluição, como as espécies variam em sua capacidade de enfrentar e se adaptar a essas mudanças que alteram seus habitats originais, confiná-las em áreas protegidas progressivamente isoladas num entorno modificado pode determinar sua extinção pela ausência de corredores ecológicos que possibilitariam sua migração em busca de regiões mais favoráveis. Um estudo de caso na reserva de Barro Colorado, criada em uma elevação que permaneceu emersa durante a construção do Canal do Panamá, indicou que 12% de suas espécies de aves pode ter sido extinta simplesmente pelo isolamento da área. Em reservas com menos de 25 km² a taxa pode chegar a 50%, como indicaram outros estudos, e nas pequenas manchas verdes que sobrevivem entre as áreas convertidas à agricultura, que frequentemente são bem menores do que isso, as extinções locais de aves podem se elevar a 62%.

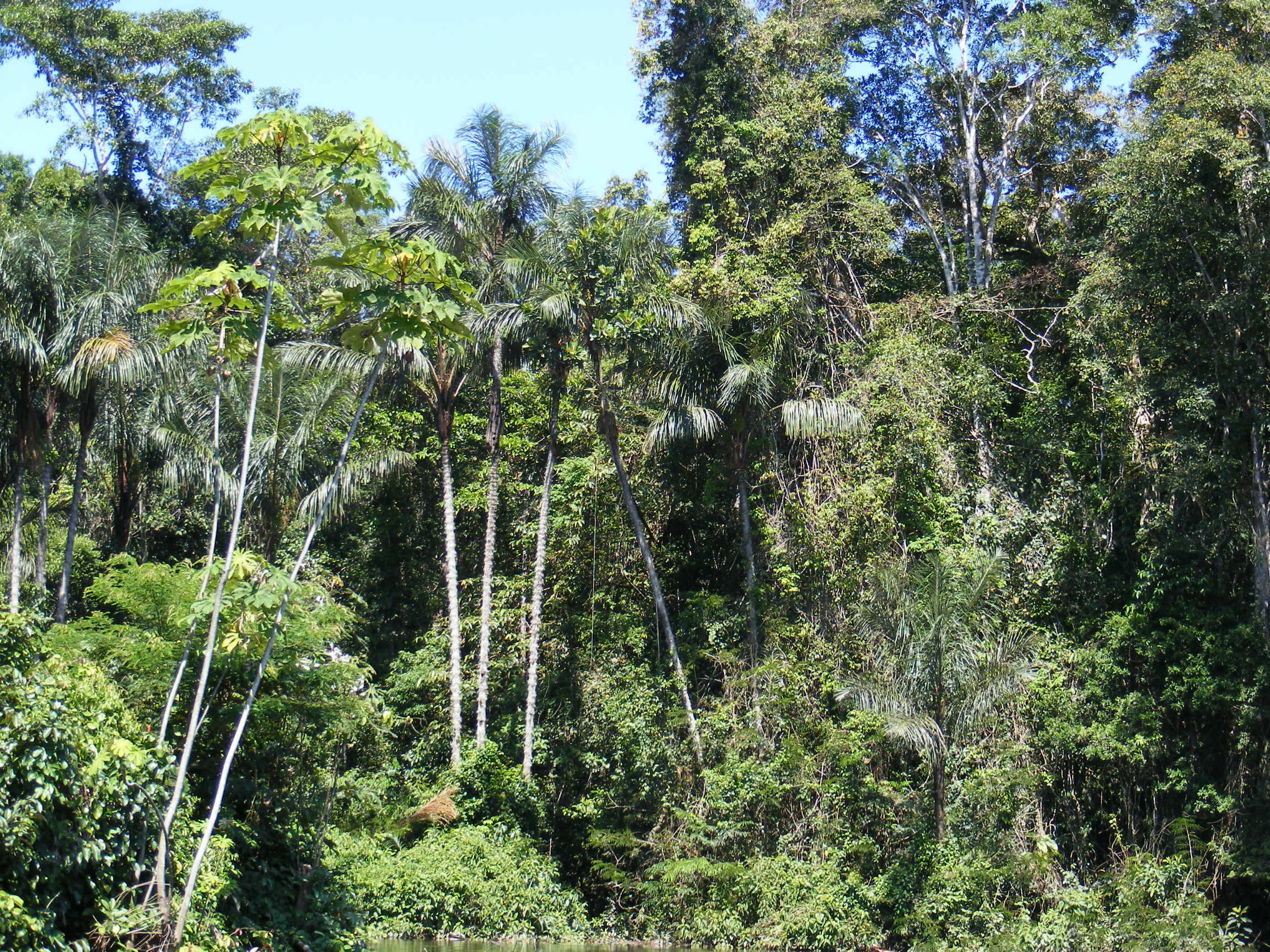
Trecho da floresta amazônica, um dos ecossistemas mais ricos em biodiversidade

As florestas tropicais são os ecossistemas mais ricos do planeta, abrigando cerca de metade da biodiversidade do mundo e cerca de dois terços da sua biodiversidade terrestre, e por isso falar em conservação da biodiversidade mundial passa necessariamente pela conservação dessas florestas. Isso não significa que as outras florestas, as temperadas e boreais, sejam menos importantes por serem menos biodiversificadas, ao contrário, são imensamente relevantes para toda a vida selvagem dessas regiões e fornecem produtos também valiosíssimos. Em conjunto elas ocupam cerca de metade da área florestada do mundo, são grandes fixadoras de carbono e prestadoras de serviços ambientais, e dão mais de 80% da madeira usada na indústria. Embora no geral elas estejam hoje em condição relativamente estável, e até crescendo em algumas regiões, ainda sofrem ameaças em várias outras.

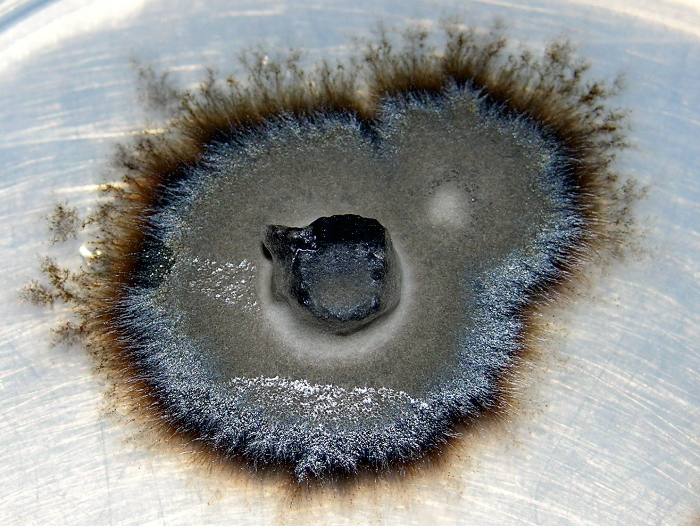
Corte de uma raiz de Woollsia pungens evidenciando as micorrizas em seu redor

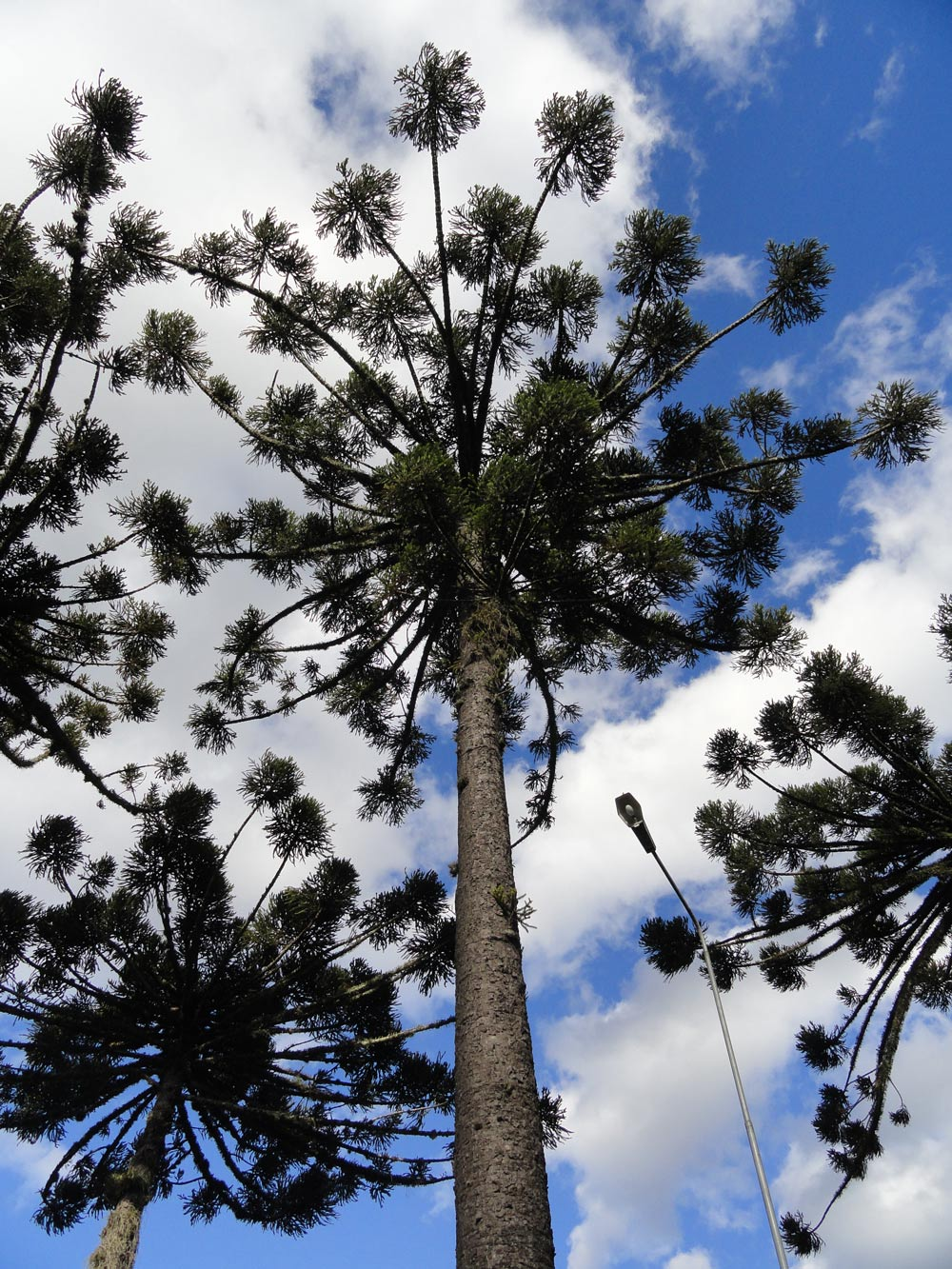
A Araucária (Pinheiro-do-paraná) se encontra em perigo crítico de extinção devido ao abate descontrolado.

Proteger essa imensa variedade de vida florestal em todo o globo não diz respeito apenas à preservação de espécies raras e atraentes, de grande visibilidade, que se tornam favoritas do grande público fazendo-o esquecer de todas as outras. A biodiversidade inclui todos os seres vivos, desde a macrofauna e macroflora até as espécies microscópicas, tendo todas o seu papel na manutenção do equilíbrio ecológico, mas estando grande parte delas em observável declínio em todo o mundo. Muitas espécies de fungos subterrâneos, ordinariamente invisíveis, exercem uma função fundamental para a vida saudável das florestas, estabelecendo relações mutualísticas com as árvores através de micorrizas, auxiliando-as na captação de nutrientes. Inúmeras espécies de micróbios, insetos, vermes e fungos são igualmente essenciais à economia da natureza decompondo a matéria orgânica, criando solo fértil e produzindo outras substâncias importantes. Nenhuma dessas espécies pouco populares, cuja vasta maioria sequer foi identificada pela ciência, tem necessariamente uma resistência especial contra as agressões induzidas pelo homem. Só sobreviverão se as florestas forem preservadas em boas condições, e, reversamente, seu desaparecimento ou declínio pode ter grandes efeitos negativos para as florestas.
Na longa história da vida na Terra aparentemente ocorreram cinco grandes episódios de extinção em massa, o último acontecendo há 65 milhões de anos, causados sempre por eventos naturais cataclísmicos, mas as atividades humanas estão provocando um nível de extinções tão elevado que estima-se que esteja em andamento a sexta grande extinção global. Hoje a rapidez do processo de extinção é maior do que a dos cientistas em identificar e estudar todas as espécies existentes, sendo muitíssimas as ainda não estudadas. Na perspectiva do tempo geológico espera-se que apenas uma ou poucas espécies desapareçam naturalmente a cada ano, e embora seja impossível lançar números exatos porque nem sabemos quantas espécies existem no mundo, a taxa anual atual pode ser mil vezes superior ao que seria de esperar sem a interferência humana. Segundo um cálculo de 1992 do Banco Mundial/IUCN, talvez 25% de todas as espécies vivas na década de 1980 estejam extintas até 2015, e de 5 a 15% das espécies vegetais e animais vivas em 1990 podem desaparecer até 2020. Localmente os números podem ser maiores. No sudeste asiático as extinções podem chegar a 42% nos próximos cem anos.

### Águas
Como as árvores transpiram, lançam muita água de volta para a atmosfera, regulando o ciclo das chuvas tanto regional como globalmente, e seu desaparecimento quase sempre é causa de decréscimo na precipitação. Elas purificam as águas, regulam o nível do lençol freático e são responsáveis pela regulação de cerca de 57% das águas doces superficiais do mundo. Cerca de 4,6 bilhões de pessoas dependem integralmente ou em alguma medida das águas oriundas de sistemas florestais. As chuvas reduzidas ou irregulares favorecem a degradação de outras áreas florestais e podem levá-las à desertificação, alteram o clima em geral, prejudicam as colheitas e pastagens de regiões que podem estar muito longe do local desflorestado, e reduzem os estoques de água doce para o consumo humano. As florestas melhoram a drenagem dos terrenos, e sua ausência intensifica os deslizamentos de terra em terrenos de forte inclinação, acentua as inundações, e facilita a erosão do solo, o que os priva de seus nutrientes e ocasiona o assoreamento de rios e lagos, pelo depósito da terra carregada nos seus leitos. Florestas ribeirinhas e costeiras também desempenham um papel importante no equilíbrio de ecossistemas aquáticos, sendo fonte de alimento e/ou abrigo para peixes, moluscos, anfíbios, crustáceos, aves aquáticas e muitas outras formas de vida.

### Solos
A desflorestação é a principal causa de degradação dos solos, um problema de enormes proporções mas pouco conhecido pela população. Uma estatística aproximativa realizada entre 1991 e 1992 pelo International Soil Reference and Information Centre indicou que cerca de 2 bilhões de hectares de terras agricultáveis em todo o mundo já foram degradadas pela ação humana, reduzindo substancialmente sua fertilidade e modificando suas características físicas, gerando altos prejuízos econômicos.

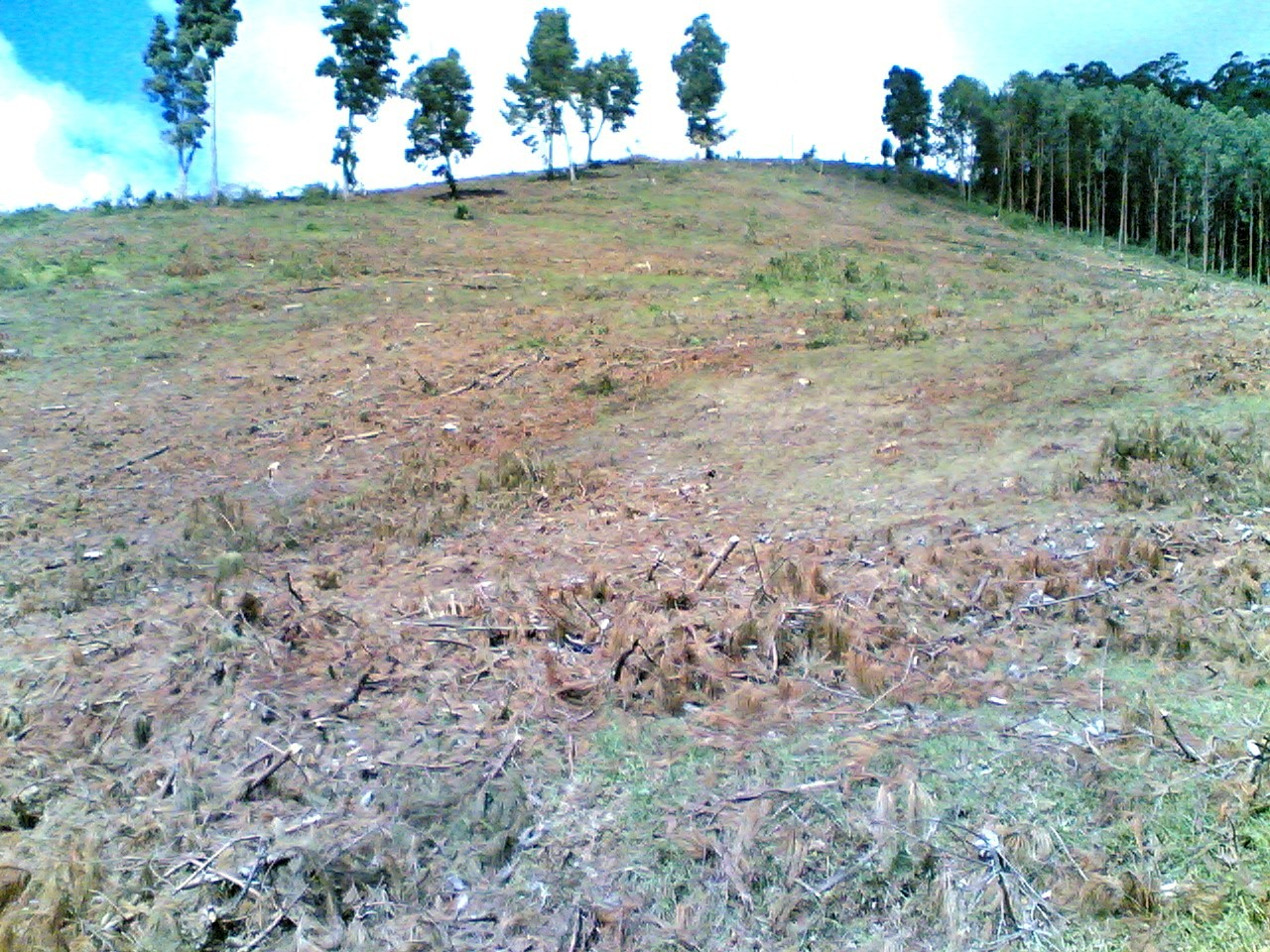
Desflorestação e erosão do solo na Tanzânia

A remoção das árvores tem um efeito direto sobre os solos, expondo-os ao ressecamento, à erosão eólica e hídrica e à perda de nutrientes, e isso se torna digno de nota porque a maior parte da desflorestação atual acontece para possibilitar o avanço da agricultura. A desflorestação em regiões tropicais para uso agrícola também pode ser contraproducente porque cerca de 2/3 dessas florestas crescem sobre solos por natureza ácidos e frágeis, e sua fertilidade depende em larga medida da existência sobre si da grande biomassa florestal, que ao morrer se decompõe devolvendo matéria orgânica nutriente ao solo, formando assim a sua camada de húmus. Estes solos se tornam pouco férteis logo após a retirada da cobertura vegetal, como ocorre na Amazônia e no Pantanal matogrossense, e entram em processo de degradação, esturricados pela exposição constante aos ventos e ao Sol e lixiviados pela chuva, que rapidamente dissolve o húmus nutritivo, sem que este ganhe reposição natural.
Para compensar essa perda de fertilidade, o agricultor precisa usar fertilizantes, que além de serem a maior fonte de óxido nitroso, um potente gás-estufa, alteram profundamente a composição química do terreno, interferindo na biodiversidade subterrânea. Com esse desequilíbrio, as pragas agrícolas se tornam mais frequentes e exigem maior uso de pesticidas, que acabam prejudicando a saúde de quem consome os produtos agrícolas e também muitas outras formas de vida das quais as colheitas dependem, como os polinizadores e as minhocas. Essas contaminações não se limitam às áreas florestais, pois os venenos se infiltram pelo solo e poluem os mananciais de água subterrâneos e superficiais, que por fim carregam toda essa carga tóxica para o mar. O uso desses químicos foi um dos fatores que possibilitaram a chamada "revolução verde", que impulsionou a agricultura mundial, mas hoje os agrotóxicos são um vasto problema de saúde pública, tanto como ambiental. Outro tipo de contaminação do solo ocorre quando as florestas são destruídas com o uso de herbicidas, o que parece estar se tornando uma tendência na Amazônia, já que é um método muito mais barato e eficiente do que o corte mecânico. Nas regiões litorâneas, as florestas fixam o solo impedindo a erosão costeira e minimizam os impactos da maresia, de marés tempestuosas e tsunamis.

### Ar, clima e poluição

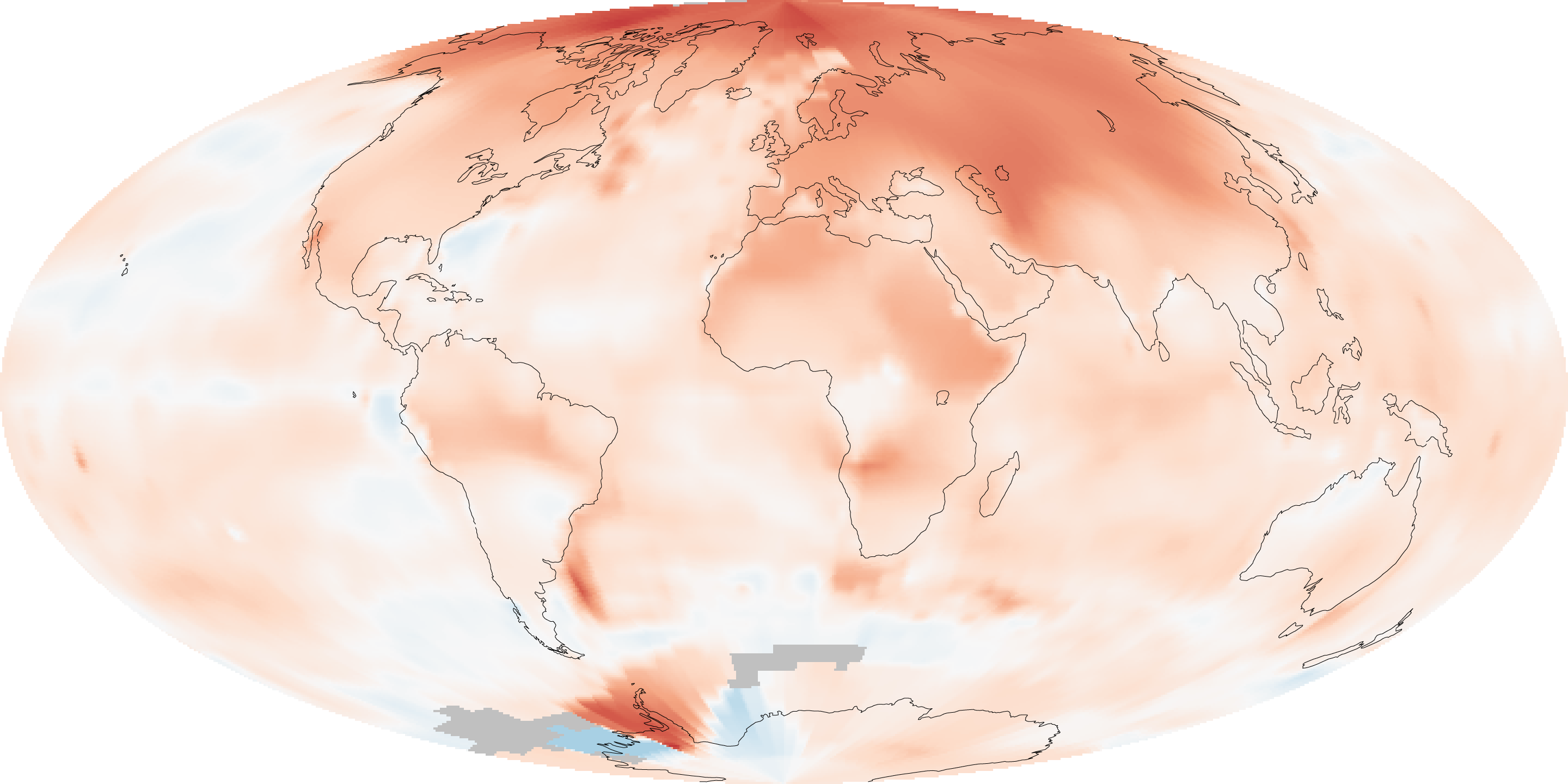
Mapa do globo mostrando a anomalia térmica mundial entre 2000 e 2009, em relação à média no período de 1951 a 1980. As regiões mais aquecidas estão no Hemisfério Norte, próximas ao Ártico, e a Península Antártica

Outro efeito do desmatamento é a diminuição na produção de oxigênio, indispensável à vida humana e à maciça maioria das outras formas de vida do planeta. Ao mesmo tempo, também diminui a reciclagem de poluentes atmosféricos e a fixação do gás carbônico do ar como biomassa. O gás carbônico é um dos gases produtores do efeito estufa e o maior causador antropogênico do aquecimento global, cujos níveis, se continuarem a elevar-se na taxa recente, terão efeitos devastadores sobre todo o planeta. Nos últimos dois séculos cerca de 40% do gás carbônico lançado na atmosfera se deveu à desflorestação e a mudanças no manejo da terra, e desde os anos 90 de 17 a 20% do gás carbônico antropogênico é gerado pela desflorestação nas regiões tropicais. Isso responde pela maior parte das emissões totais dos países em desenvolvimento, e representa 1,5 vezes mais do que a emissão gerada pelo tráfego aéreo, terrestre, naval e ferroviário somados do mundo todo. Quando é usada a queimada como método de clareamento do solo, podem ser lançadas enormes quantidades de fuligem, gás carbônico e outros gases na atmosfera, que afetam regiões muito distantes quando são carregados pelo vento. Calcula-se que a desflorestação liberou entre 2000 e 2005 3 bilhões de toneladas de carbono na atmosfera a cada ano, sendo desta forma um importante agente do aquecimento global contemporâneo. É importante assinalar que os gases do efeito estufa em geral têm um extenso ciclo de vida, alguns permanecem ativos na atmosfera por até 50 mil anos, e sua emissão continuada tem efeito cumulativo de longa duração, além do efeito imediato.

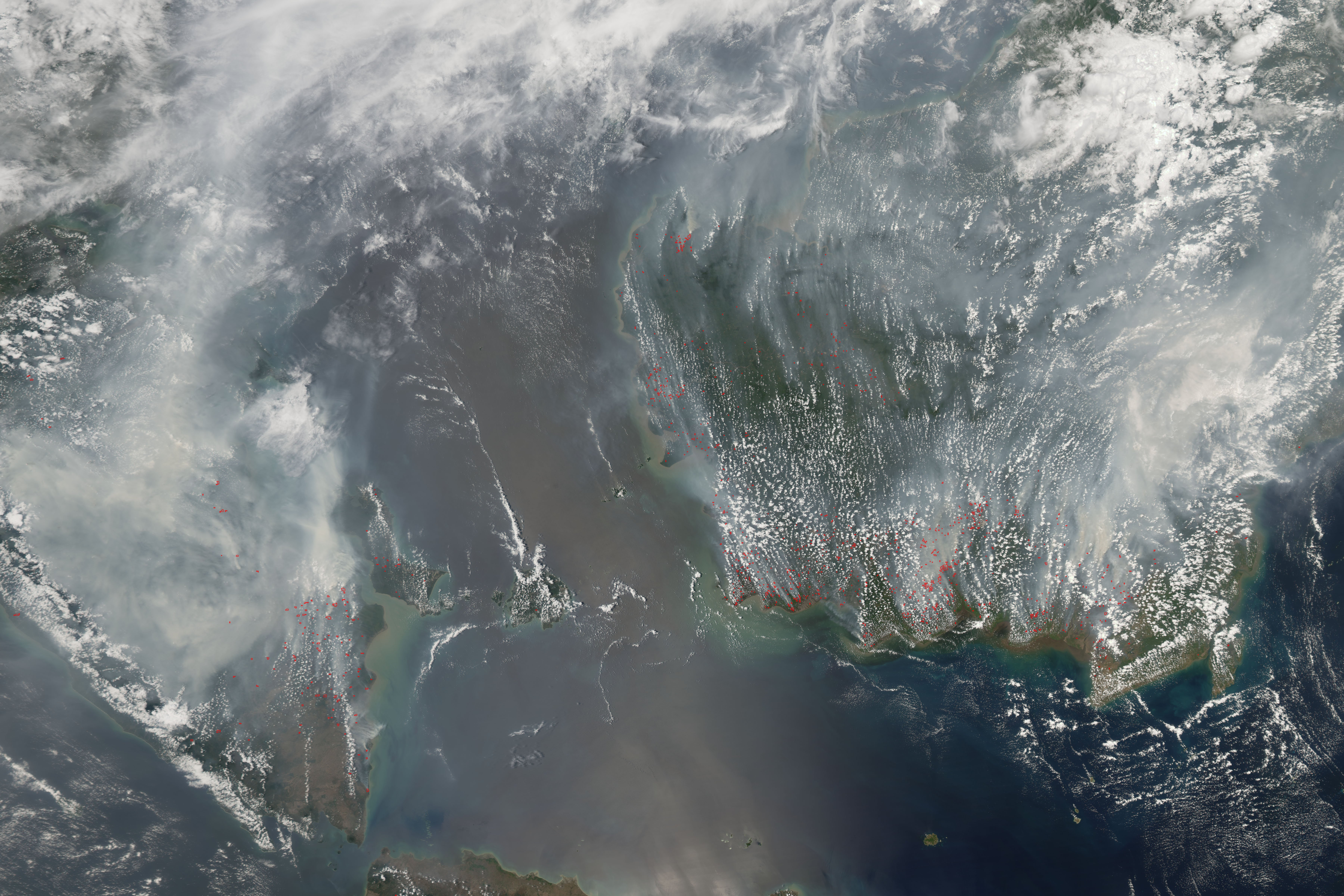
Foto de satélite mostrando a fumaça de queimadas sobre Bornéu e Sumatra.

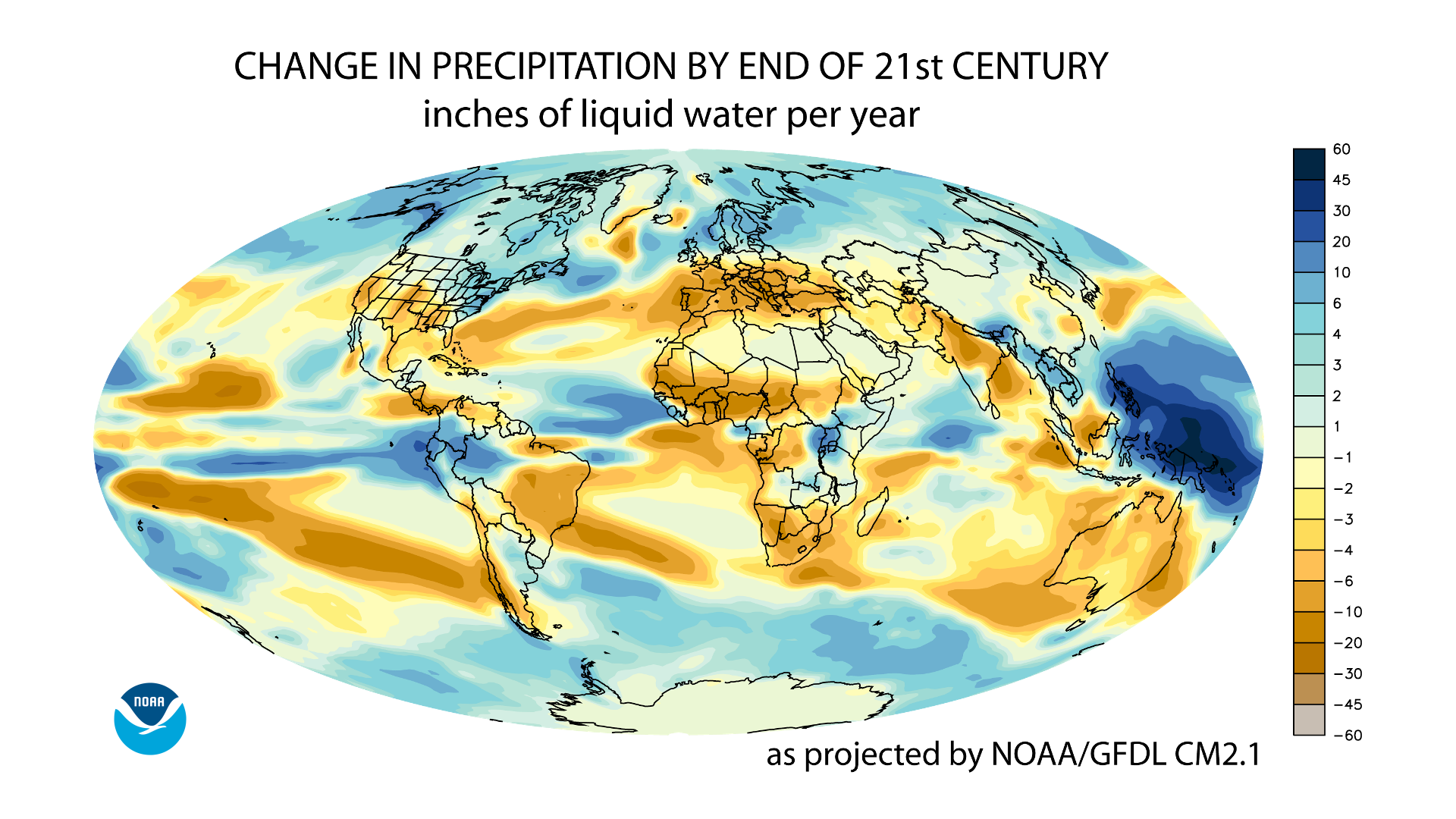
Projeção das tendências de mudança na precipitação anual até o fim do século XXI, por influência do aquecimento global. Como a imagem mostra, uma grande parte das áreas cultivadas do mundo deve experimentar uma redução em suas chuvas.

Entre os efeitos do aquecimento global estão o derretimento de geleiras polares e montanhosas e a expansão térmica dos oceanos, resultando na elevação do nível do mar, pondo em risco todas as regiões litorâneas do mundo, habitadas por enorme população, ameaçando os seus respectivos ecossistemas e reduzindo os estoques de água potável. Outro efeito previsto é o aumento na intensidade de ciclones tropicais, fenômenos que frequentemente causam perda de vidas e prejuízos econômicos, às vezes elevadíssimos.
A alteração no regime de chuvas também está associada ao aquecimento, com impactos negativos sobre a agricultura e pecuária, e produz desertificação nas regiões subtropicais, com perdas de mais florestas, áreas cultiváveis e pastagens, com resultados desastrosos para a produção mundial de alimentos. A interação entre a desflorestação e as mudanças climáticas pode levar as florestas a entrarem em um perigoso círculo vicioso, em que, por um lado, a desflorestação representa uma fonte importante de emissões de gases-estufa, e, por outro, o aquecimento global aumenta a vulnerabilidade das florestas em períodos de estiagem, aos incêndios florestais, à degradação e à savanização.
O aquecimento atmosférico, combinado à mudança na precipitação, produz efeito importante também na vegetação das regiões frias, e espera-se que todas as florestas dessas regiões sofram, se não mudança em área, pelo menos uma mudança na distribuição geográfica das suas espécies, afetando a biodiversidade regional, os índices de fixação de carbono e provavelmente a economia de muitos países que têm na exploração dessas florestas, assim como elas são hoje, importante fonte de renda e benefícios. Um estudo de Hanewinkel et alii projetou que, se a tendência de modificação nas florestas temperadas da Europa continuar inalterada, pode haver perdas de até centenas de bilhões de euros até o ano de 2100, em termos de desvalorização da terra e declínio dos produtos que são extraídos das florestas atuais. As florestas de coníferas, que estão entre as mais economicamente importantes da Europa, podem perder até 60% de sua área neste período, sendo substituídas por florestas de carvalhos, que dão madeira menos valiosa e fixam menos carbono. Embora menos evidente, a mesma tendência é observada na América do Norte. O aquecimento já provocou nos últimos 30 anos uma alteração nas características de uma faixa de 4 a 7º de latitude próxima do Ártico, equivalente a 9 milhões de km², verificando-se a invasão da tundra nativa por espécies exóticas arbóreas e arbustivas perenes. Mesmo que isso signifique uma expansão de florestas nesta área, uma área ligeiramente maior de florestas boreais adjacentes está em declínio. O degelo concomitante de grandes porções de permafrost pode liberar enormes quantidades de gás carbônico e metano na atmosfera, amplificando o efeito estufa.

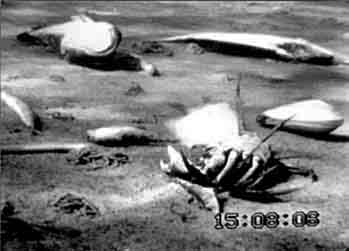
Animais mortos por desoxigenação no fundo do mar Báltico, 2006.

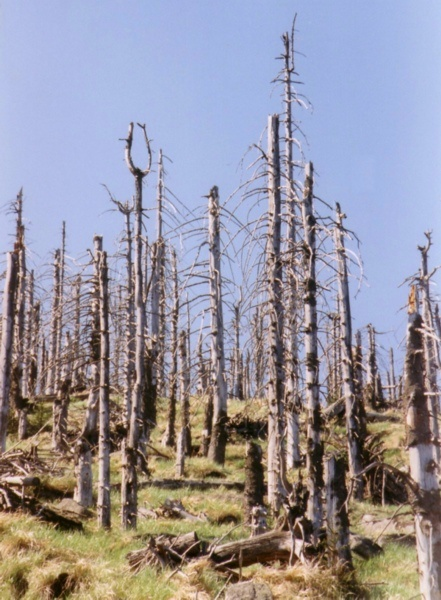
Efeitos da chuva ácida sobre uma floresta da Alemanha.

A elevação do nível do gás carbônico atmosférico resulta também que o gás seja absorvido pelos mares, poluindo-os quimicamente e levando-os à acidificação e desoxigenação. O oceano é o maior sequestrador de gás carbônico atmosférico e alterações na química das águas necessariamente devem impactar os organismos que nela vivem. Este impacto ainda é difícil de detalhar no que diz respeito aos grandes oceanos abertos, mas diversos estudos em mares fechados, e mesmo em porções largas dos oceanos Pacífico, Atlântico e Índico, demonstraram vários problemas derivados da desoxigenação e acidificação, como alterações no crescimento e no comportamento de peixes. Inúmeros outros organismos, como corais, moluscos e até o plâncton microscópico, que está na base da pirâmide alimentar dos oceanos, já mostram problemas relacionados, e vários estudos, baseados em observações e projeções, indicam ser presumível que todas, ou quase todas, as formas de vida marinhas serão a longo prazo de alguma maneira prejudicadas por uma condição de desoxigenação e acidificação permanente. Com tudo isso, ficam comprometidos os estoques de peixes, moluscos e crustáceos para consumo humano, que são alimento principal ou importante para vasta população, e que já mostram importantes sinais de declínio em todo o mundo. Muitos outros efeitos não previstos podem vir a ser registrados, considerando que o estado dos oceanos tem um enorme peso na regulação dos ciclos naturais de toda a Terra, influenciando diretamente o clima e a atmosfera. Estes efeitos se potencializam com a crescente descarga nos oceanos de outras formas de poluição química levadas pelos rios e chuvas, como os agrotóxicos e fertilizantes usados na agricultura. Ainda não foi demonstrado que o homem poderá reverter essa tendência sem atuar diretamente em suas causas. E mesmo se as causas fossem imediatamente eliminadas, muito provavelmente levará dezenas de milhares de anos para os oceanos reverterem ao seu estado pré-industrial.
Rareando a madeira para uso combustível, o homem se obriga a buscar outras fontes de energia, entre elas os combustíveis fósseis, como o carvão mineral e o petróleo, cuja extração, processamento e uso são origem de muita poluição e emissão de gases estufa. Quando escasseia a madeira para uso na construção civil, requer-se materiais como aço, cimento, tijolo, ferro, cuja produção também consome grandes quantidades de combustíveis fósseis e mesmo madeira, acentuando a desflorestação e gerando mais poluição direta e indireta. A poluição atmosférica, por sua vez, além de ser um efeito do desmatamento, é também uma de suas causas, como no caso da chuva ácida, que em casos extremos pode levar à erradicação quase total da vida vegetal e, por extensão, da vida animal. As florestas temperadas da Europa e América do Norte são as mais prejudicadas desta maneira, e se tornam mais suscetíveis à invasão de pragas, aumentando os efeitos degradantes. Na China e na Índia uma forma distinta de poluição atmosférica, o smog, também já dá mostras de estar afetando as florestas.

### Economia e sociedade
A derrubada permanente ou mal manejada da floresta priva o homem não só de uma potencial produção contínua de madeira e dos vários serviços ambientais que ela provê, mas também de muitos outros produtos naturais valiosos, como frutos, amêndoas, fibras, resinas, óleos e substâncias medicinais, dos quais o homem depende para sua sobrevivência, e sem dúvida muitos outros produtos e substâncias florestais estão à espera de estudo ou exploração, mas estão ameaçados pela desflorestação sem sequer terem sido conhecidos. Centenas de milhões de pessoas que dependem diretamente das florestas também são ameaçadas pela desflorestação, e outras tantas delas dependem indiretamente, totalizando, segundo dados do Banco Mundial, cerca de 1,6 bilhões de pessoas.
A perda de florestas tem efeitos distantes muito abrangentes e afeta sem dúvida toda a sociedade humana, embora essas conexões muitas vezes não sejam imediatamente perceptíveis e não sejam incluídas na avaliação dos impactos da desflorestação sobre a sociedade e a economia das nações. Tradicionalmente as avaliações do crescimento econômico levam em conta apenas a quantidade e o valor dos produtos gerados, desconsiderando inteiramente os desperdícios, que são enormes, os efeitos ambientais e a maneira como os recursos não-renováveis são explorados. De acordo com o Secretariado da Convenção sobre a Biodiversidade, se o ritmo atual de desflorestação continuar inalterado o produto mundial bruto deve cair 7% até 2050, com impacto maior sobre os pobres. Os efeitos indiretos ainda não foram bem quantificados e podem elevar a conta em muito mais. Segundo o projeto The Economics of Ecosystems and Biodiversity (A Economia dos Ecossistemas e da Biodiversidade), associado ao Programa das Nações Unidas para o Meio Ambiente, a perda de serviços ambientais proporcionados pela biodiversidade significa um prejuízo maior do que a crise econômica mundial. A perda ou degradação das florestas também afeta negativamente o turismo, que em tempos recentes vem se tornando uma grande fonte de divisas para muitos países, e estudos indicam que áreas bem preservadas e bem manejadas atraem mais turistas do que as degradadas.

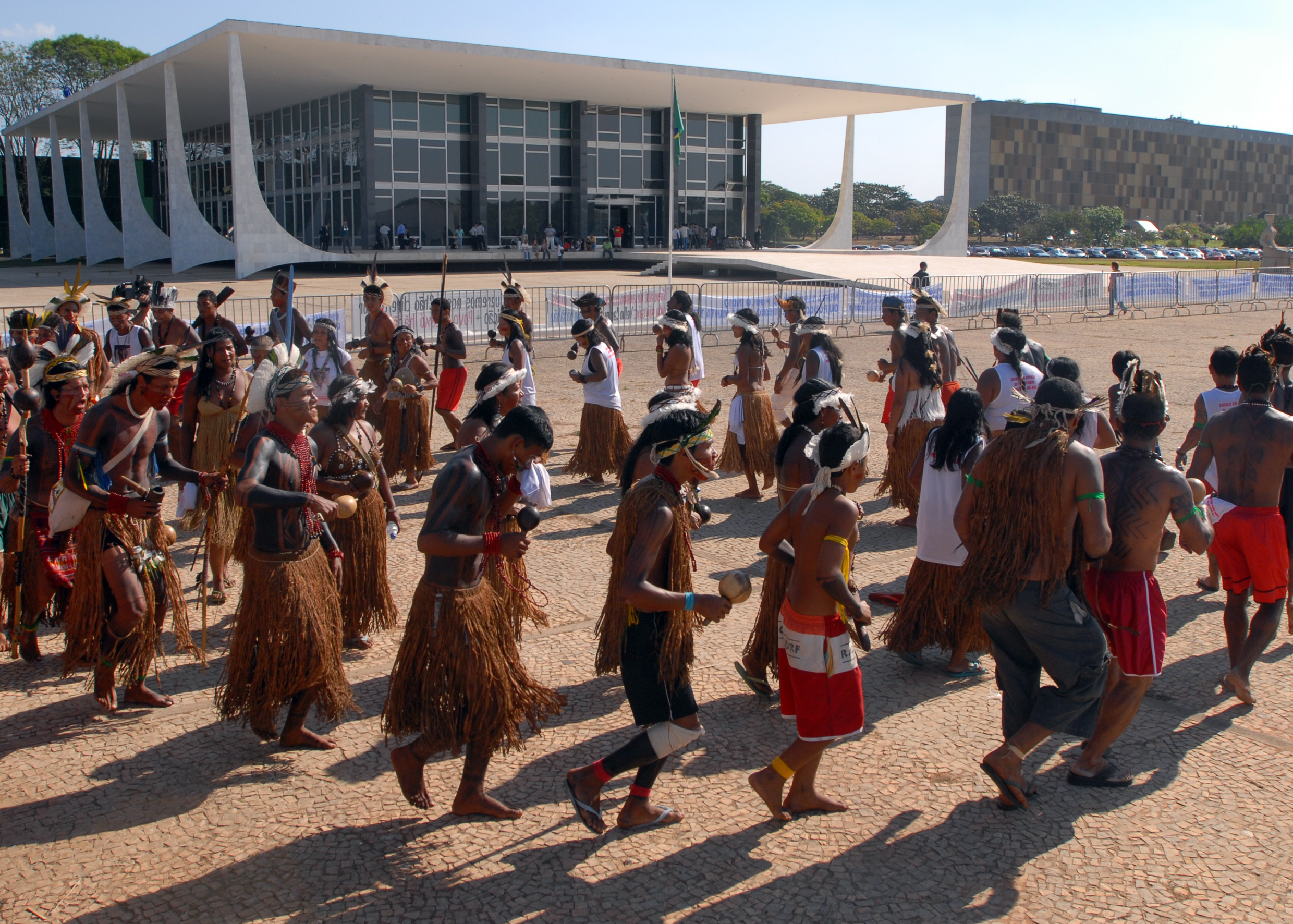
Índios brasileiros exigindo a regularização de suas terras diante do Supremo Tribunal Federal, em Brasília.

A desflorestação nas regiões em desenvolvimento está frequentemente associada a conflitos pela posse da terra e seus recursos, e a violências contra os povos indígenas e comunidades tradicionais. Também está associada a litígios internacionais e guerras civis. Alguns exemplos são eloquentes: Em 2007, na Indonésia, em apenas um mês foram registrados mais de 500 conflitos entre comunidades locais e empresas que tentavam instalar grandes plantações de dendezeiro em áreas de mata. No mesmo ano mais de 2,6 mil famílias foram expulsas de suas terras no Brasil, e 19 pessoas foram assassinadas. Refugiados de guerras, das fomes e das secas também podem encontrar abrigo em florestas, causando sua destruição em busca de madeira e alimento. As florestas da Libéria foram usadas durante anos como fonte de recursos para financiar a sua guerra civil. Os refugiados da guerra em Ruanda cruzaram a fronteira do Congo e se instalaram no Parque Nacional de Virunga, retirando 600 toneladas de madeira por dia e causando a devastação de 50 mil hectares de mata protegida. A guerra no Afeganistão causou uma devastação direta de 50% em suas florestas nativas de pistache, e mais áreas foram perdidas por causa da inutilização de terras agricultáveis, infestadas de minas terrestres, obrigando à derrubada de matas para novas plantações. O trabalho escravo ou degradante também está ligado à destruição de florestas. Por tudo isso a desflorestação envolve também sérias questões de justiça e direitos humanos.
A desflorestação é, portanto, um problema de vasto impacto negativo; suas causas e efeitos se interligam e se reforçam mutuamente, resultando em prejuízos sérios para o clima, a biodiversidade, os ciclos naturais, a economia das nações e o bem-estar e saúde das pessoas em todo o mundo.

### Saúde

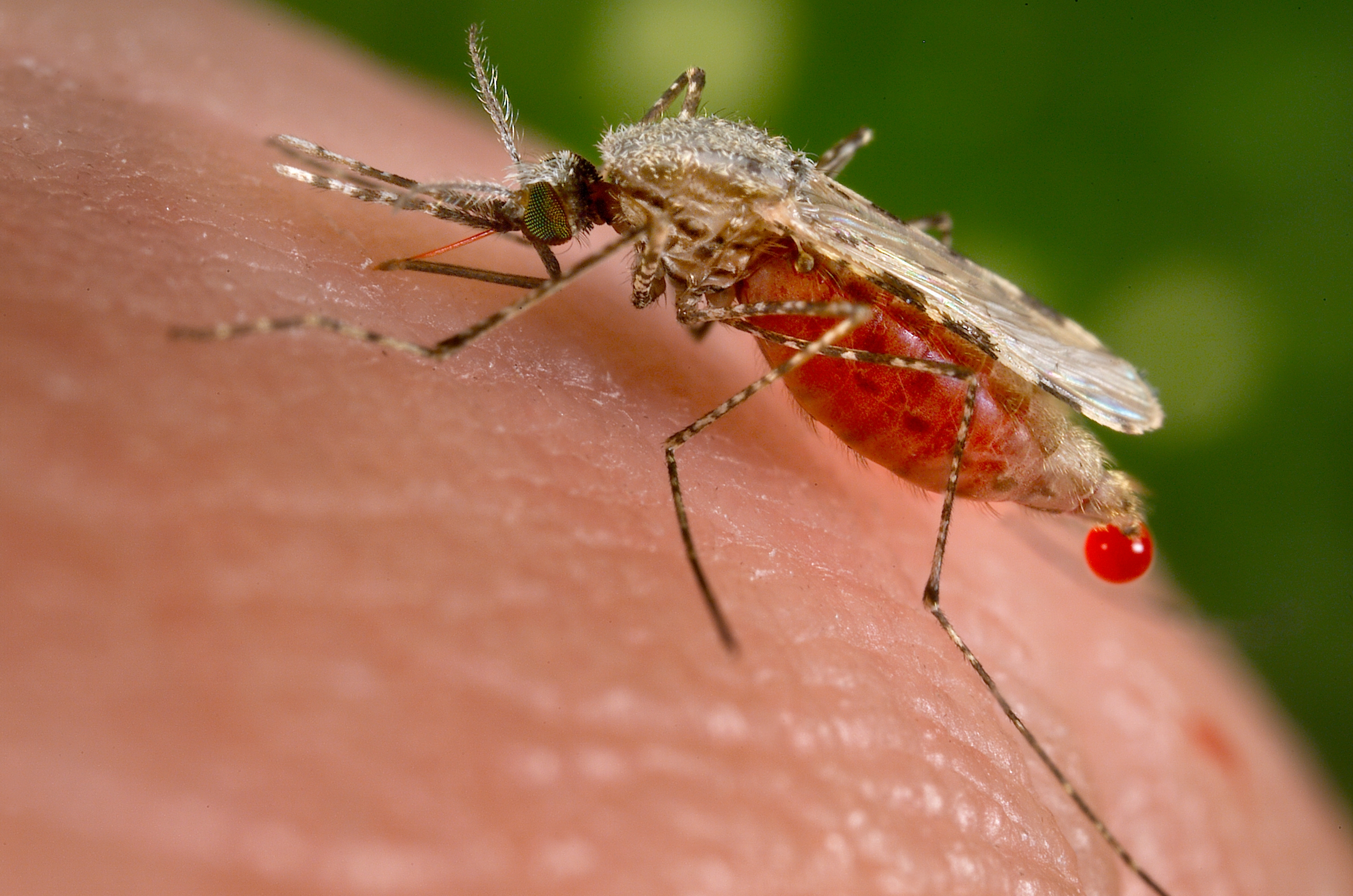
Um mosquito Anopheles stephensi, pouco depois de se ter alimentado de sangue de um ser humano. Este mosquito é o principal transmissor da malária.

A desflorestação está associada ao surgimento ou ao aumento de vários problemas de saúde pública, especialmente doenças infecciosas como a malária, o dengue, a febre amarela, a leptospirose, a leishmaniose, a doença de Chagas, a raiva e outras. As florestas abrigam uma infinidade de agentes patogênicos que normalmente permaneceriam limitados ao ambiente florestal, mas com o desaparecimento das florestas esses agentes encontram novos hospedeiros no homem. Cerca de 60% das doenças que afetam o homem têm um ciclo que passa por animais. A maioria das epidemias recentes foram de natureza zoonótica (origem animal), tendo como causas centrais a desflorestação e a agropecuária. Alguns casos são ilustrativos:
No Peru uma região virgem foi cortada por uma nova estrada e logo sofreu grande devastação com a abertura de muitas fazendas. Ali os casos de malária antes permaneciam na média de 600 por ano, mas depois do desmatamento os casos saltaram para 120 mil por ano. Também foi observado que os mosquitos que veiculam a malária se adaptam ao desmatamento, se reproduzem mais rapidamente e se tornam muito mais agressivos e eficientes na transmissão da doença. Moluscos que transmitem a esquistossomose também se adaptam ao desmatamento e se tornam mais receptivos como hospedeiros do parasita. Estudos do Instituto de Pesquisa Econômica Aplicada no Brasil mostraram que para cada 1% de floresta derrubada por ano, os casos de malária aumentam 23% e os de leishmaniose aumentam de 8% a 9%. Ao mesmo tempo, o desmatamento impele populações de animais para outras regiões em busca de novos refúgios, onde podem entrar em contato com patógenos contra os quais não têm defesa natural, e nesse movimento migratório entram em contato mais frequente com o homem e podem contaminá-lo. Nas palavras de Ana Lúcia Tourinho, pesquisadora da Universidade Federal de Mato Grosso, quando um patógeno "que não fez parte da nossa história evolutiva sai do seu hospedeiro natural e entra no nosso corpo, é o caos. Está aí o novo coronavírus esfregando isso na nossa cara", pois os seres humanos não têm defesas naturais contra esses agentes. "Se a Amazônia virar uma grande savana, não dá nem para imaginar o que pode sair de lá em termos de doenças. É imprevisível". Na África, cujas florestas são derrubadas principalmente para dar espaço para atividades agrícolas, o processo aumentou dramaticamente os contatos entre pessoas e populações de primatas selvagens, conhecidos por serem vetores de diversas doenças. É um exemplo clássico deste problema a eclosão epidêmica da AIDS, cujo vírus passou de primatas africanos para o homem e se espalhou pelo mundo.
Como a desflorestação muitas vezes é realizada por queimada, a emissão de grandes quantidades de fumaça, gases tóxicos e materiais microparticulados na atmosfera tem um impacto negativo sobre a saúde das populações afetadas, aumentando a incidência de doenças respiratórias e circulatórias, alergias e outras.
Além disso, a perda de florestas implica na redução da oferta de recursos medicinais. Mais de 25% dos princípios ativos usados na indústria farmacêutica têm origem nos recursos naturais, e a maioria das pesquisas médicas dos países industrializados depende de animais e plantas oriundos das florestas tropicais. Cerca de 80% da população dos países em desenvolvimento se vale principalmente da medicina caseira, cujos remédios em sua grande maioria são obtidos nas florestas.

## Combate à desflorestação

### Breve histórico

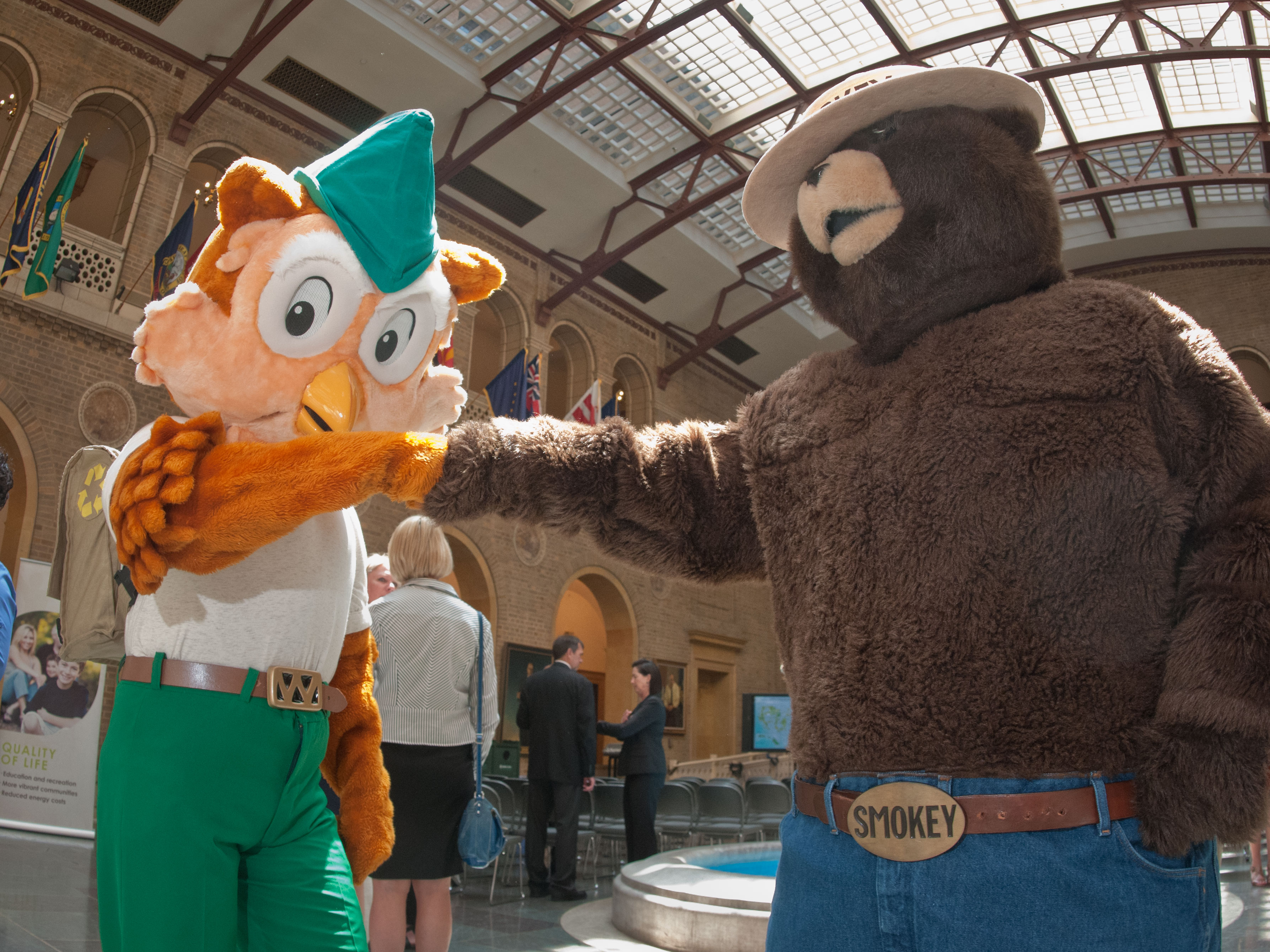
Abertura das comemorações do Ano Internacional das Florestas no Departamento de Agricultura dos Estados Unidos

Ideias, projetos e leis para a proteção às florestas surgiram em muitos locais no curso da história, a exemplo do Código de Hamurabi babilônio, que contém regras para o abate e distribuição de madeira, ou da dinastia Han, na China, que há 2 mil anos atrás também criou leis de proteção florestal, ou das florestas sagradas estabelecidas na Índia desde os tempos védicos, mas, em linhas gerais, por milênios prevaleceu a noção de que a natureza existia apenas para o deleite e benefício do homem, com as consequências destrutivas já analisadas antes.
A partir de meados do século XIX se fortaleceu a ideia de que deveria ser encontrado um equilíbrio entre homem e natureza, que permitisse o florescimento de ambos, e em tempos mais recentes inúmeras organizações, movimentos, governos, academias e indivíduos vêm buscando estudar e enfrentar o problema da desflorestação. Desde a emergência do movimento ecológico nos anos 1960 a questão passou a ganhar espaço destacado nas mídias e a atenção de grandes massas do público, inclusive da Organização das Nações Unidas, que realizou várias conferências e projetos sobre as florestas e o meio ambiente em geral, desencadeando-se ao mesmo tempo intensas controvérsias. Mas não foi senão há poucos anos que, diante da rapidez da desflorestação recente nas regiões tropicais e do dramático exemplo histórico das regiões temperadas, e reconhecendo que as florestas desempenham um papel importantíssimo na mitigação dos efeitos do aquecimento global, a comunidade das nações decidiu reforçar um movimento coordenado internacionalmente para lidar com este grande desafio, e desde então ele se tornou uma das prioridades do ambientalismo mundial.
O primeiro encontro aconteceu na Conferência das Nações Unidas sobre o Meio Ambiente e o Desenvolvimento de 1992. A despeito de grandes discordâncias acerca das práticas e políticas a serem adotadas, foi conseguido o primeiro consenso global sobre as florestas e sobre o papel dos Estados em sua conservação, consagrados nos chamados Princípios das Florestas, em cujo preâmbulo definiu-se que as florestas são essenciais para a preservação da vida na Terra e que o problema da desflorestação não se resume aos aspectos econômicos e políticos, mas deve ser enfrentado holisticamente dentro do contexto geral do ambiente e do desenvolvimento, "levando em consideração as múltiplas funções e usos das florestas, incluindo os usos tradicionais, e os prováveis impactos econômicos e sociais quando esses usos são limitados ou restritos", com o objetivo de se adotar um modelo de desenvolvimento sustentável. Os Princípios foram complementados pelo capítulo 11 da Agenda 21, que definiu políticas, planos de ação e metas a serem alcançadas.
Os debates continuaram, e em 1995 foi criado o Painel Intergovernamental sobre as Florestas, seguido pelo Fórum Intergovernamental sobre as Florestas, que desde 2000 publica um relatório periódico sobre a evolução do problema e sugere soluções. O Painel e o Fórum representam os mais significativos locais de discussão, e suas convenções, embora não tenham força de lei, são compromissos internacionais e é esperado que os países signatários cumpram as decisões tomadas em conjunto. Vários outros marcos foram estabelecidos pela ONU em anos recentes, entre eles a criação dos programas UN-REDD, REDD e REDD+, tratando da redução das emissões de gases do efeito estufa gerados pelo desflorestamento, a Conferência de Oslo sobre as Florestas e o Clima, sobre o mesmo tema, e o Ano Internacional das Florestas, lançado em 2011 para despertar a atenção geral sobre o desflorestamento.

### Dificuldades e controvérsias
O trabalho de combate à desflorestação está eivado de dificuldades e os resultados gerais obtidos até agora muitas vezes são qualificados como decepcionantes, embora haja inúmeros exemplos de iniciativas localizadas bem sucedidas.

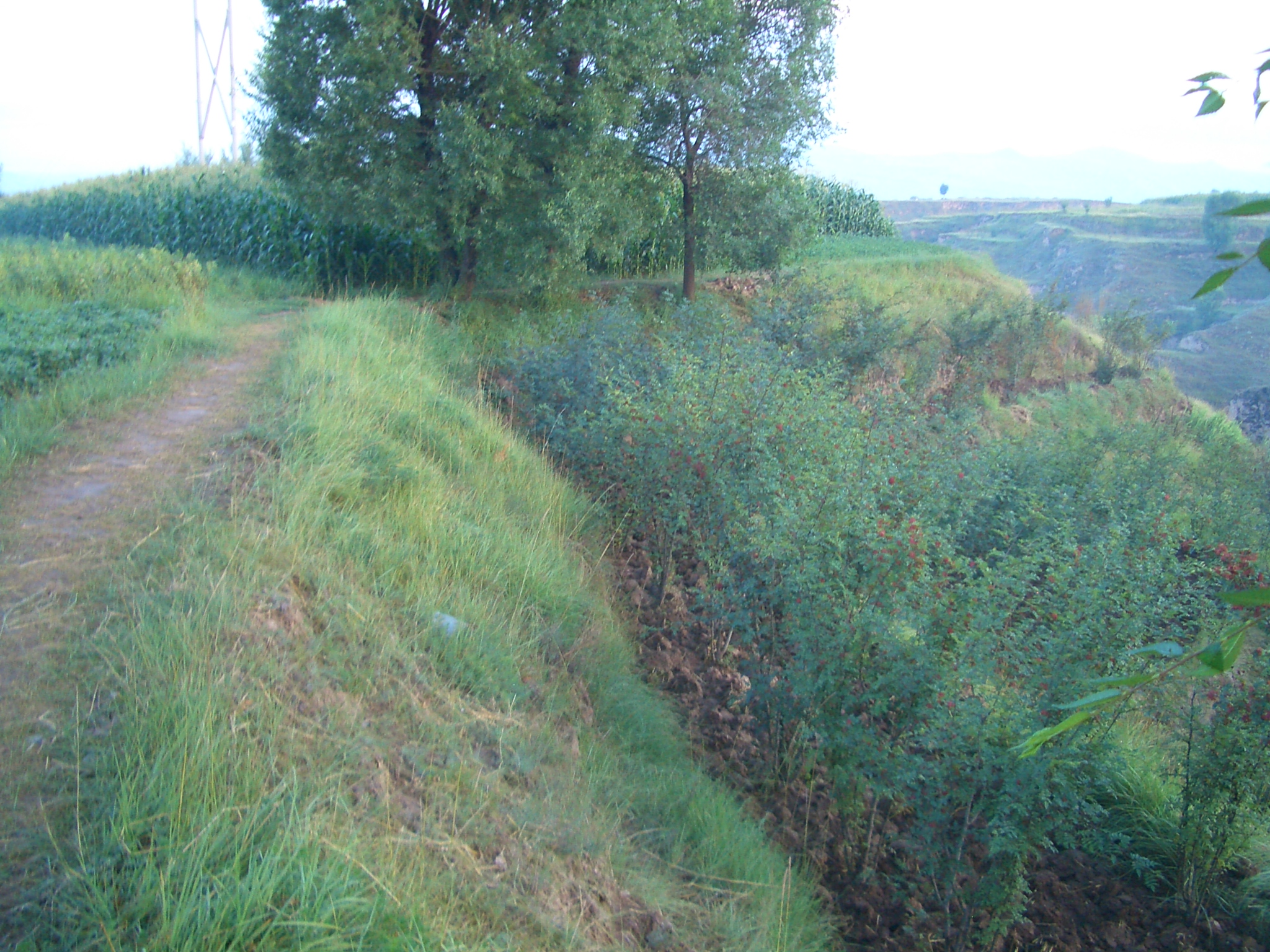
Plantio de árvores em declives para evitar a erosão do solo, China

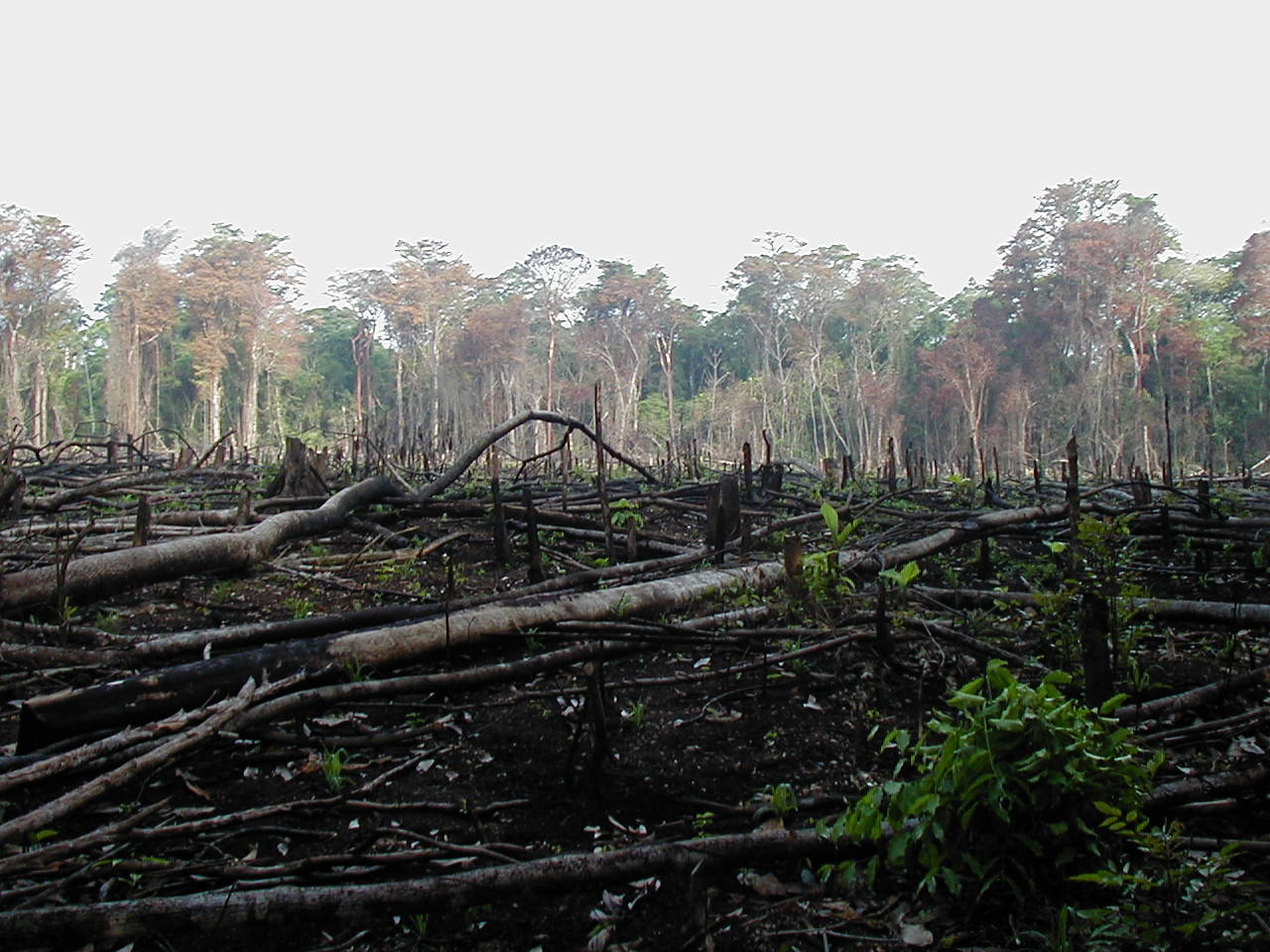
Desflorestamento recente no México, usando o método da queimada.

Entre a comunidade científica não há mais dúvidas acerca da importância das florestas para o equilíbrio ecológico do planeta e a saúde das economias nacionais, ressaltando a necessidade de medidas enérgicas, rápidas e em ampla escala para protegê-las para o futuro. Assim, mesmo havendo este sólido consenso científico, o progresso no combate à desflorestação não é maior porque ainda existem importantes obstáculos em outras esferas: o descaso ou incapacidade dos governos, interesses políticos e econômicos imediatistas e dificuldades de se colocarem em prática medidas eficientes de controle em larga escala. Outras difíceis discussões estão ligadas à política dos créditos de carbono, a primeira iniciativa internacional que busca reconhecer e valorizar economicamente os serviços ambientais gerados pelas florestas, que antes não entravam no mercado, e compensar os países desflorestadores pelos prejuízos econômicos que teriam com a redução do desmatamento. Há discordâncias sobre suas bases teóricas e técnicas, não se sabe ainda quem vai pagar esta conta e teme-se que a política seja pervertida, favorecendo o crescimento da corrupção, as compensações indevidas e os desvios de verbas. Além dos fatores políticos e econômicos, que têm um enorme peso nas decisões, aspectos sociais e culturais também contribuem para a ocorrência de impedimentos, retrocessos e resistências. Inconsistências na terminologia técnica dão origem a complicações adicionais.
Mas há quem questione a própria realidade do problema. Por exemplo, o cientista e professor universitário Bjørn Lomborg, autor do controverso best-seller The Skeptical Environmentalist (O Ambientalista Cético), acredita que a desflorestação e a perda de biodiversidade são grosseiramente exageradas, e que não vale a pena combater o aquecimento global porque sairia caro demais. Joseph Wright, da Smithsonian Institution, também pensa que as previsões sobre a desflorestação e extinção de espécies são incorretas e os temores, indevidos, acrescentando ainda que a tendência atual de urbanização das populações vai aliviar pressão sobre as florestas, permitindo que muitas áreas se regenerem. Interpretações como essas são minoritárias, e embora contrárias ao consenso científico, encontram grande espaço nas mídias populares, muitas vezes sob a pressão de poderosos interesses políticos e econômicos, acabam por influenciar enganosamente a opinião pública e dificultam, por extensão, a implementação de medidas de controle pelas instâncias oficiais, as quais, igualmente, sofrem influência e pressão da mídia e das grandes corporações. Em outros casos, a mídia dá a seu público uma interpretação apresentada como "imparcial" e "equilibrada" sobre as questões ambientais, com o efeito de fazer com que elas pareçam ainda sujeitas a uma grande controvérsia inconclusiva, mas descartando, ocultando ou ignorando o fato de que para a maciça maioria dos especialistas mais acreditados já não há controvérsia nenhuma. Caren Cooper, pesquisadora na Universidade de Cornell, lembrou que a mídia tem atuado como um formador de opinião muito mais influente do que os cientistas e professores, pois suas mensagens criam na população uma impressão - errônea - de que sabe o suficiente para entrar no debate científico e criticar suas conclusões.
Os que contestam a gravidade da situação geralmente alegam que o conhecimento científico sobre alguns mecanismos naturais ligados à desflorestação ainda é pequeno e incerto, e que os métodos de mapeamento e avaliação são imprecisos. As incertezas na ciência são reais, e certamente ainda há muito por conhecer sobre a desflorestação, mas os aspectos principais que lhe dizem respeito já foram consolidados o bastante para autorizar o posicionamento consensual dos cientistas, secundados por organizações internacionais de alto gabarito como o Banco Mundial, a Comissão Europeia e a ONU, dizendo que o problema, com todos os seus efeitos diretos e indiretos, é de grande magnitude e exige medidas vigorosas e urgentes de combate, sob pena de sofrermos severos reveses globais.

### Perspectivas

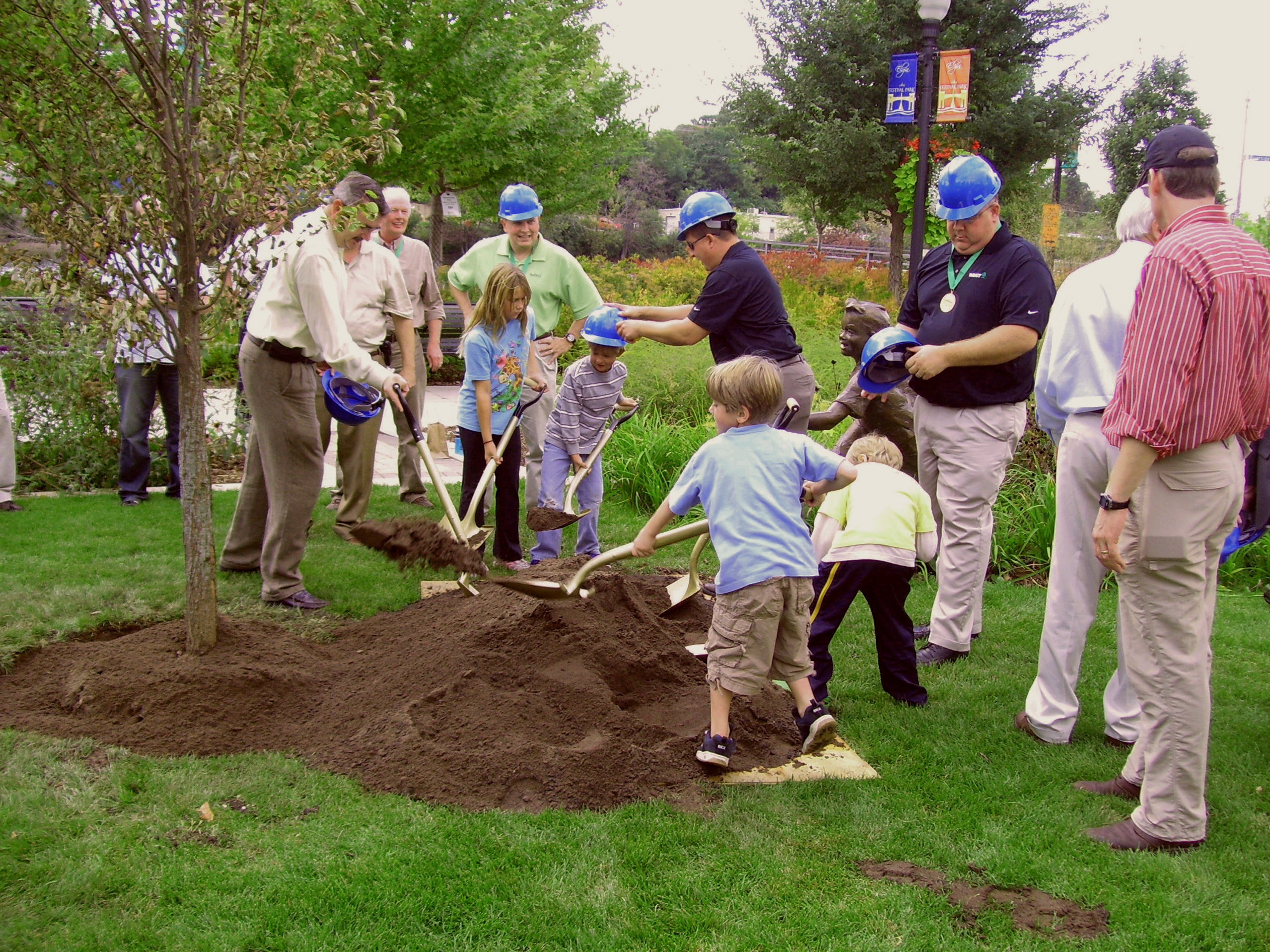
Educação ambiental para crianças em uma área de recomposição florestal em Elgin, nos Estados Unidos

Seria exaustivo, e mesmo impraticável, analisar todos os incontáveis programas, políticas, leis e tecnologias já existentes e em desenvolvimento que almejam o controle ou mesmo a cessação total do desmatamento. Somente os relatórios principais do Painel e do Fórum Intergovernamental sobre as Florestas, o PIF4 e o FIF4, lançaram mais de 270 proposições a este respeito. Mas a ONU e outros organismos internacionais, bem como inúmeras entidades regionais, reconhecem e enfatizam, sumariamente, que a solução deve levar em conta fatores locais e globais num projeto necessariamente multidisciplinar articulado em larga escala, e envolver não só os cientistas, os governos, as empresas e as instituições, mas também, e principalmente, as populações, por serem a origem e fim de todos os processos, através da educação e incentivos diversos para o esclarecimento a respeito dos benefícios gerados pelas florestas e para a mudança de formas de pensamento e hábitos de produção e consumo que levam ao desflorestamento, conduzindo a um modelo de desenvolvimento sustentável e não predatório. Também se enfatiza que as comunidades tradicionais e os povos indígenas devem ter um espaço garantido na elaboração de projetos contra a desflorestação, por terem conhecimentos práticos valiosos acumulados durante séculos no manejo sustentável das florestas.
Ao contrário do que se acreditou durante muito tempo, o cuidado com as florestas não prejudica a economia nem impede o progresso, mas os preserva e fortalece, mas para que isso se traduza em mudanças efetivas os benefícios florestais devem ser plenamente reconhecidos, o que em larga medida ainda está por ser feito, e eles em regra não são incluídos no planejamento econômico costumeiro. Para Herman Daly, economista-chefe do Banco Mundial em 2005, "é cada vez mais frequente que o fator complementar em caso de escassez (o fator limitante) seja o capital natural disponível em vez do capital artificial, como sucedia antes. Por exemplo, agora o que limita a expansão pesqueira em todo o mundo são os estoques de peixe disponíveis, e não a quantidade de barcos pesqueiros". Klaus Töpfer, antigo Diretor-executivo do Programa das Nações Unidas para o Meio Ambiente, reforça essa ideia:

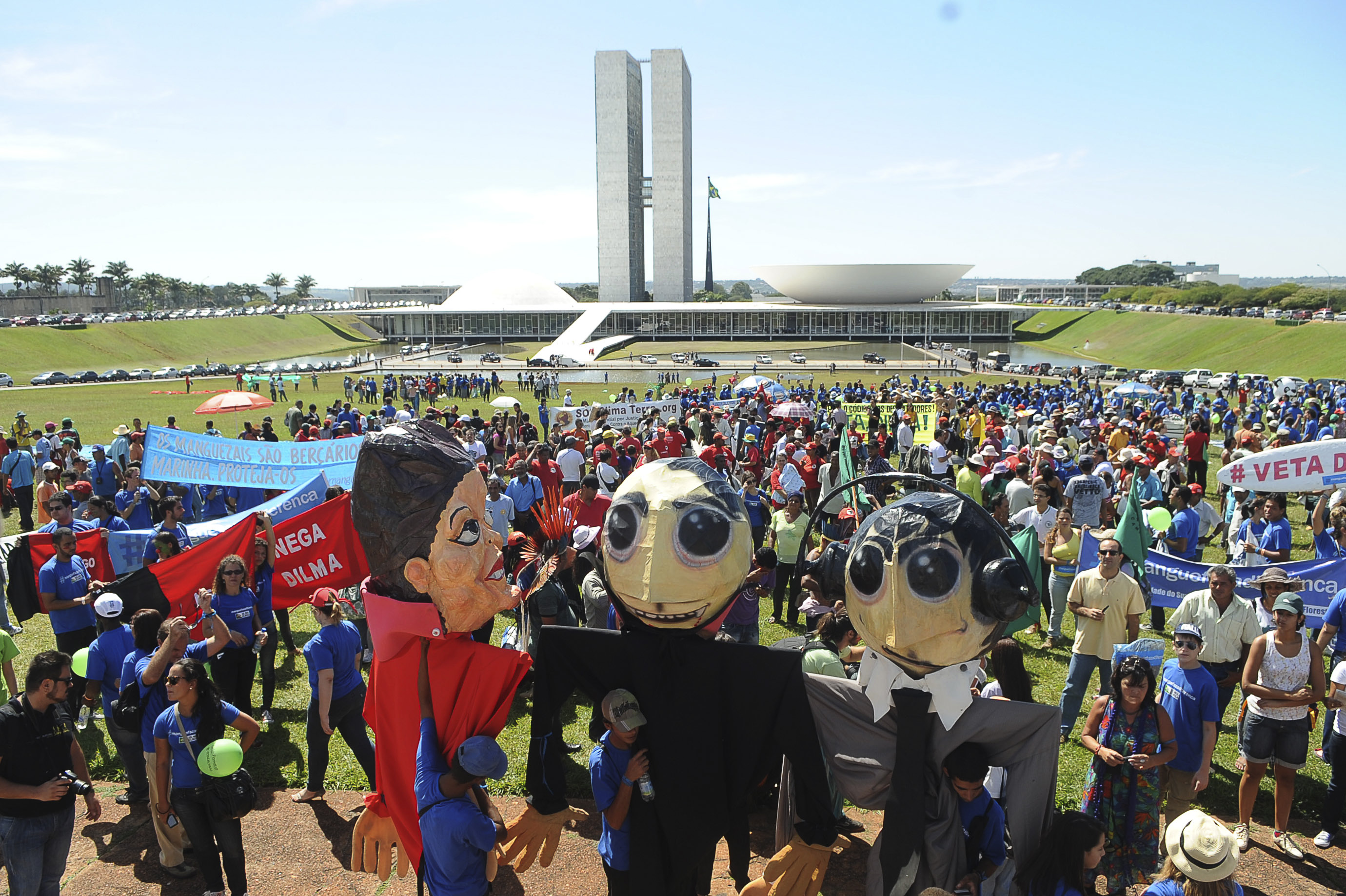
Manifestantes fazem protesto na Esplanada dos Ministérios em Brasília contra a aprovação do Novo Código Florestal Brasileiro. Foto de Wilson Dias/Agência Brasil.

"Durante muito tempo pensamos que havia somente dois tipos de capital para o desenvolvimento: o financeiro e o humano. [...] Vivemos na ilusão de que o capital natural não existia, e que podíamos usar o meio ambiente e seu capital de forma gratuita. Apenas agora conseguimos ver claramente que esta ideia não é válida, e que além disso ela impede os processos de desenvolvimento. Já esgotamos cerca de 60% dos serviços ambientais que temos à disposição, pois nos dedicamos a viver com todo o luxo confiando no crescimento econômico mas sem investir em nossas reservas de capital natural".
Além dos produtos e serviços gerados pelas florestas, elas guardam para muitos povos valores culturais e espirituais, que não podem ser quantificados financeiramente nem comercializados, e que são parte definidora de suas identidades. Considerando que a população mundial deve chegar aos 9 bilhões de pessoas em 2050, e possivelmente deve aumentar ainda mais pelos anos seguintes, persistir em um modelo de desenvolvimento baseado largamente nos combustíveis fósseis, que são caros, não-renováveis e altamente poluidores, e no uso do meio ambiente de forma predatória, sem pensarmos no que deixaremos para os que vierem depois de nós, não pode levar senão a um colapso geral da sociedade em algum momento do futuro, a conservação das florestas emerge naturalmente como uma alternativa promissora, pois se bem manejados os seus inúmeros recursos e serviços ambientais se renovam e perpetuam.
De acordo com a FAO, elas contribuem para um futuro sustentável de quatro maneiras principais:
- Sendo fontes renováveis de energia, alimentos e vários outros produtos, sendo também as fontes de energia mais descentralizadas e de fácil acesso do mundo, fatores que as tornam particularmente importantes para grande parte das populações mais pobres, incluindo muitos povos indígenas, que as têm como fonte primária de sobrevivência e que são as parcelas mais desamparadas e vulneráveis do tecido social;
- Gerando serviços ambientais vitais e contribuindo para o equilíbrio de toda a biosfera;
- Favorecendo a implementação de atividades rurais que beneficiam processos localizados de desenvolvimento através da geração de emprego e renda, sendo importantes também na preservação de aspectos culturais e artísticos ligados às florestas, seus produtos e derivados;
- Como fontes de produtos que contribuem para o crescimento econômico e o bem-estar de todos.

Recomendou ainda as seguintes estratégias principais para a conservação das florestas e seu bom manejo:

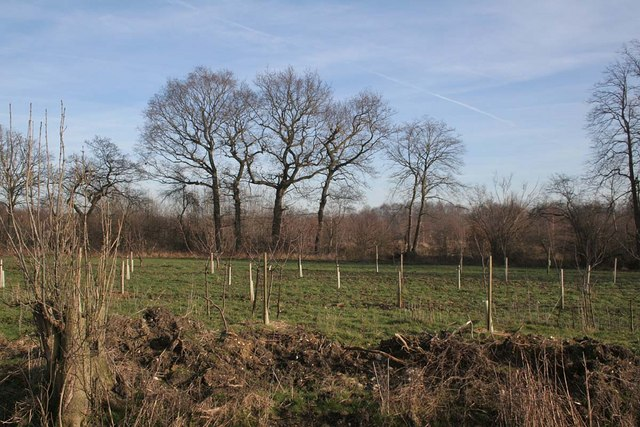
Projeto de reflorestamento na Inglaterra.

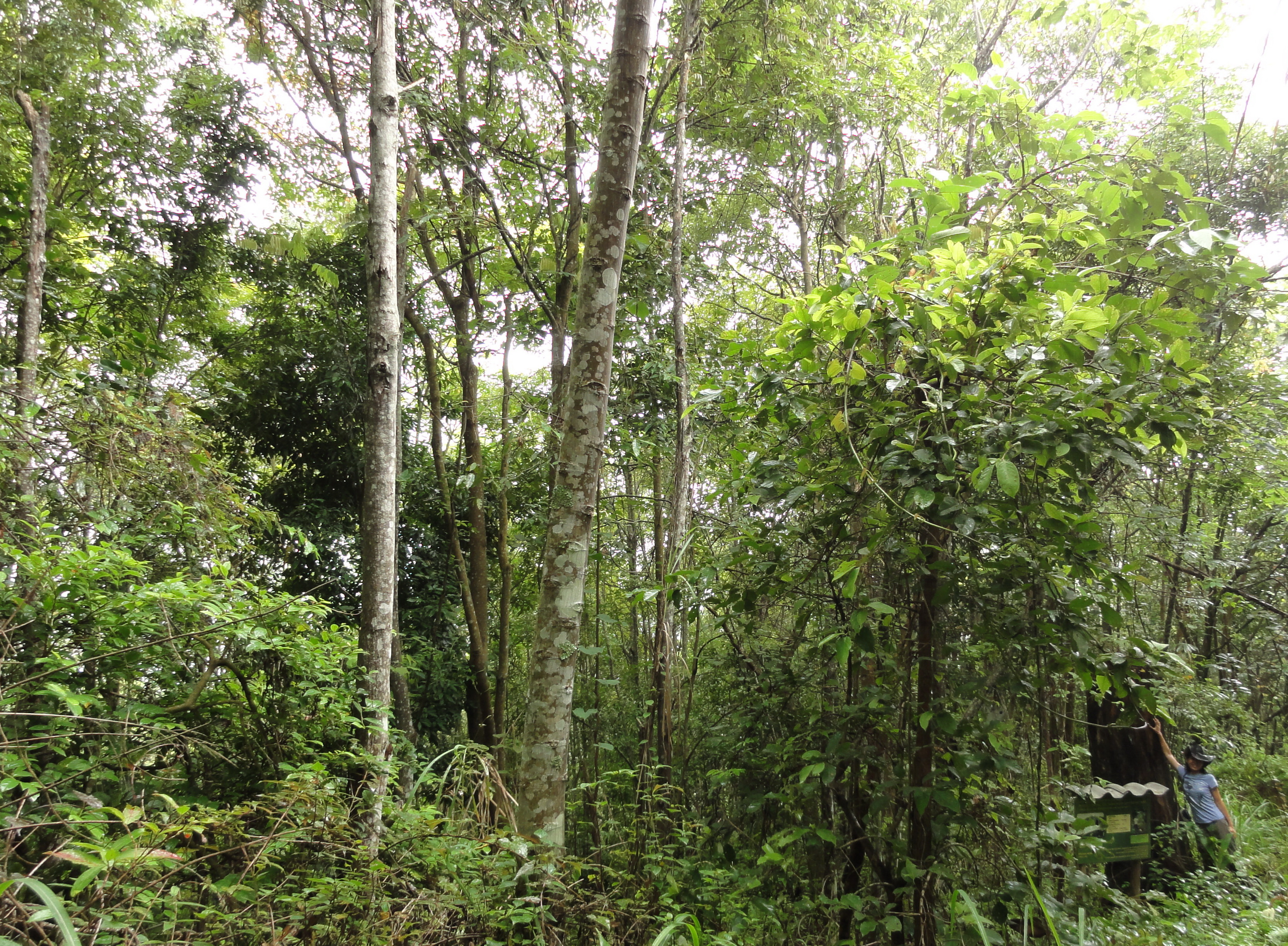
Floresta em recomposição na Tailândia, 12 anos após derrubada.

- Criar projetos de reflorestamento bem planejados e investir nos serviços ambientais;
- Promover projetos de desenvolvimento de pequena e média escala baseados nas florestas, especialmente para as populações mais pobres, as que mais delas dependem;
- Promover o uso da madeira como fonte de energia e reutilizar ou reciclar os produtos de madeira;
- Melhorar a comunicação e a cooperação internacional, incentivando a pesquisa e a educação ambiental, facilitando créditos e integrando os projetos florestais na macroeconomia.

As Nações Unidas estabeleceram em 2006 quatro grandes metas para as florestas:
- Reverter a perda de cobertura florestal no mundo através de manejo sustentável, proteção, recomposição e reflorestamento, e reduzir a degradação florestal;
- Enfatizar os benefícios econômicos, sociais e ambientais gerados pelas florestas, e melhorar as condições de vida das populações delas dependentes;
- Ampliar significativamente a área mundial de florestas protegidas e das manejadas sustentavelmente, bem como incentivar o consumo de produtos florestais oriundos de florestas bem manejadas;
- Reverter o declínio na assistência oficial aos projetos sustentáveis e mobilizar recursos significativamente maiores para promover o manejo sustentável.

José Graziano da Silva, diretor-geral da FAO, prefaciando a atualização de 2012 do relatório bianual State of the World's Forests (O Estado das Florestas do Mundo), afirmou que as florestas, que historicamente desempenharam um papel central no desenvolvimento da civilização, continuam e continuarão a desempenhá-lo, e por isso sua preservação e seu manejo sustentável se tornam absolutamente vitais para o futuro da humanidade: "Deve ficar claro que incluir as florestas no centro de uma estratégia para um futuro sustentável não é uma opção — é um imperativo".